# Список консулів Римської імперії
Список містить імена і дати повноважень консулів Римської імперії. Все частіше застосовувалася практика призначення консулів-суффектів. Спочатку їх не вважали справжніми консулами, але згодом статус суфектів став дорівнюватися статусу звичайних консулів.
Хоча в часи імперії консули втратили значну частину владних повноважень, вони вважались першими державними посадовцями. Тому часто консульські посади обіймали саме імператори. Ця традиція зберігалася до VII століття. У часи занепаду імперії відомостей про імена деяких давньоримських консулів немає.

## I століття до н. е.
| Рік     | Перший консул                                                                        | Другий консул                                                         |
| ------- | ------------------------------------------------------------------------------------ | --------------------------------------------------------------------- |
| 27      | Гай Юлій Цезар Октавіан Август (всьоме) Gaius Iulius Caesar Octavianus Augustus      | Марк Віпсаній Агріппа (втретє) Marcus Vipsanius Agrippa               |
| 26      | Гай Юлій Цезар Октавіан Август (увосьме) Gaius Iulius Caesar Octavianus Augustus     | Тіт Статілій Тавр (вдруге) Titus Statilius Taurus                     |
| 25      | Гай Юлій Цезар Октавіан Август (вдев'яте) Gaius Iulius Caesar Octavianus Augustus    | Марк Юній Сілан Marcus Iunius Silanus                                 |
| 24      | Гай Юлій Цезар Октавіан Август (вдесяте) Gaius Iulius Caesar Octavianus Augustus     | Гай Норбан Флак Gaius Norbanus Flaccus                                |
| 23      | Гай Юлій Цезар Октавіан Август (водинадцяте) Gaius Iulius Caesar Octavianus Augustus | Авл Теренцій Варрон Мурена Aulus Terentius Varro Murena               |
| суфекти | Луцій Сесцій Альбаніан Квіринал Lucius Sestius Albanianus Quirinalis                 | Гней Кальпурній Пізон Gnaeus Calpurnius Piso                          |
| 22      | Марк Клавдій Марцелл Езернін Marcus Claudius Marcellus Aeserninus                    | Луцій Аррунцій Lucius Arruntius                                       |
| 21      | Марк Лоллій Marcus Lollius                                                           | Квінт Емілій Лепід Quintus Aemilius Lepidus                           |
| 20      | Марк Аппулей Marcus Appuleius                                                        | Публій Сілій Нерва Publius Silius Nerva                               |
| 19      | Гай Сентій Сатурнін Gaius Sentius Saturninus                                         | Квінт Лукрецій Веспілон Quintus Lucretius Vespillo                    |
| суфект  | Марк Вініцій Marcus Vinicius                                                         |                                                                       |
| 18      | Публій Корнелій Лентул Марцеллін Publius Cornelius Lentulus Marcellinus              | Гней Корнелій Лентул Gnaeus Cornelius Lentulus                        |
| 17      | Гай Фурній Gaius Furnius                                                             | Гай Юній Сілан Gaius Iunius Silanus                                   |
| 16      | Луцій Доміцій Агенобарб Lucius Domitius Ahenobarbus                                  | Публій Корнелій Сципіон Publius Cornelius Scipio                      |
| суфект  |                                                                                      | Луцій Тарій Руф Lucius Tarius Rufus                                   |
| 15      | Марк Лівій Друз Лібон Marcus Livius Drusus Libo                                      | Луцій Кальпурній Пізон Lucius Calpurnius Piso                         |
| 14      | Марк Ліциній Красс Фругі Marcus Licinius Crassus Frugi                               | Гней Корнелій Лентул Авгур Gnaeus Cornelius Lentulus Augur            |
| 13      | Тіберій Клавдій Нерон Tiberius Claudius Nero                                         | Публій Квінтілій Вар Publius Quinctilius Varus                        |
| 12      | Марк Валерій Мессала Барбат Аппіан Marcus Valerius Messalla Barbatus Appianus        | Публій Сульпіцій Квіріній Publius Sulpicius Quirinius                 |
| суфекти | Гай Валгій Руф Gaius Valgius Rufus                                                   | Луцій Волузій Сатурнін Lucius Volusius Saturninus                     |
| суфект  | Гай Каніній Ребіл Gaius Caninius Rebilus                                             |                                                                       |
| 11      | Квінт Елій Туберон Quintus Aelius Tubero                                             | Павло Фабій Максим Paullus Fabius Maximus                             |
| 10      | Африкан Фабій Максим Africanus Fabius Maximus                                        | Юл Антоній Iullus Antonius                                            |
| 9       | Нерон Клавдій Друз Nero Claudius Drusus                                              | Тіт Квінкцій Криспін Сульпіціан Titus Quinctius Crispinus Sulpicianus |
| 8       | Гай Марцій Цензорін Gaius Marcius Censorinus                                         | Гай Азіній Галл Gaius Asinius Gallus                                  |
| 7       | Тіберій Клавдій Нерон (вдруге) Tiberius Claudius Nero                                | Гней Кальпурній Пізон Gnaeus Calpurnius Piso                          |
| 6       | Децим Лелій Бальб Decimus Laelius Balbus                                             | Гай Антістій Вет Gaius Antistius Vetus                                |
| 5       | Гай Юлій Цезар Октавіан Август (вдванадцяте) Gaius Iulius Caesar Octavianus Augustus | Луцій Корнелій Сулла Lucius Cornelius Sulla                           |
| суфекти | Луцій Вініцій Lucius Vinicius                                                        | Квінт Гатерій Quintus Haterius                                        |
| суфект  | Гай Сульпіцій Гальба Gaius Sulpicius Galba                                           |                                                                       |
| 4       | Гай Кальвізій Сабін Gaius Calvisius Sabinus                                          | Луцій Пассієн Руф Lucius Passienus Rufus                              |
| суфекти | Гай Целій Gaius Caelius                                                              | Гай Сульпіцій Gaius Sulpicius                                         |
| 3       | Луцій Корнелій Лентул Lucius Cornelius Lentulus                                      | Марк Валерій Мессала Мессалін Marcus Valerius Messalla Messallinus    |
| 2       | Гай Юлій Цезар Октавіан Август (в 13-й раз) Gaius Iulius Caesar Octavianus Augustus  | Марк Плавцій Сільван Marcus Plautius Silvanus                         |
| суфекти | Гай Фуфій Гемін Gaius Fufius Geminus                                                 | Луцій Каніній Галл Lucius Caninius Gallus                             |
| суфект  | Квінт Фабрицій Quintus Fabricius                                                     |                                                                       |
| 1       | Косс Корнелій Лентул Cossus Cornelius Lentulus                                       | Луцій Кальпурній Пізон Lucius Calpurnius Piso                         |
| суфекти | Авл Плавцій Aulus Plautius                                                           | Авл Цецина Север Aulus Caecina Severus                                |

## I століття
| Рік          | Перший консул                                                                                            | Другий консул                                                                                  |
| ------------ | --- | ---------------------------------------------------------------------------------------------- |
| 1            | Гай Юлій Цезар Віпсаніан Gaius Iulius Caesar Vipsanian                                                   | Луцій Емілій Лепід Павло Lucius Aemilius Lepidus Paullus                                       |
| суфект       | | Марк Геренній Піцен Marcus Herennius Picens                                                    |
| 2            | Публій Вініцій Publius Vinicius                                                                          | Публій Алфен Вар Publius Alfenus Varus                                                         |
| суфекти      | Публій Корнелій Лентул Сципіон Publius Cornelius Lentulus Scipio                                         | Тіт Квінкцій Криспін Валеріан Titus Quinctius Crispinus Valerianus                             |
| 3            | Луцій Елій Ламія Lucius Aelius Lamia                                                                     | Марк Сервілій Marcus Servilius                                                                 |
| суфекти      | Публій Сілій Publius Silius                                                                              | Луцій Волусій Сатурнін Lucius Volusius Saturninus                                              |
| 4            | Секст Елій Кат Sextus Aelius Catus                                                                       | Гай Сентій Сатурнін Gaius Sentius Saturninus                                                   |
| суфекти      | Гай Клодій Ліцин Gaius Clodius Licinus                                                                   | Гней Сентій Сатурнін Gnaeus Sentius Saturninus                                                 |
| 5            | Луцій Валерій Мессала Волез Lucius Valerius Messalla Volesus                                             | Гней Корнелій Цінна Магн Gnaeus Cornelius Cinna Magnus                                         |
| суфекти      | Гай Вібій Постум Gaius Vibius Postumus                                                                   | Гай Атей Капітон Gaius Ateius Capito                                                           |
| 6            | Марк Емілій Лепід Marcus Aemilius Lepidus                                                                | Луцій Аррунцій Lucius Arruntius                                                                |
| суфект       | | Луцій Ноній Аспренат Lucius Nonius Asprenas                                                    |
| 7            | Квінт Цецилій Метелл Критський Сілан Quintus Caecilius Metellus Creticus Silanus                         | Авл Ліциній Нерва Сіліан Aulus Licinius Nerva Silianus                                         |
| суфект       | | Луцилій Лонг Lucilius Longus                                                                   |
| 8            | Марк Фурій Камілл Marcus Furius Camillus                                                                 | Секст Ноній Квінтіліан Sextus Nonius Quinctilianus                                             |
| суфекти      | Луцій Апроній Lucius Apronius                                                                            | Авл Вібій Габіт Aulus Vibius Habitus                                                           |
| 9            | Гай Поппей Сабін Gaius Poppaeus Sabinus                                                                  | Квінт Сульпіцій Камерін Quintus Sulpicius Camerinus                                            |
| суфекти      | Квінт Поппей Секунд Quintus Poppaeus Secundus                                                            | Марк Папій Мутіл Marcus Papius Mutilus                                                         |
| 10           | Публій Корнелій Долабелла                                                                                | Гай Юній Сілан Gaius Iunius Silanus                                                            |
| суфекти      | Сервій Корнелій Лентул Малугінен Servius Cornelius Lentulus Maluginensis                                 | Квінт Юній Блез Quintus Iunius Blaesus                                                         |
| 11           | Маній Емілій Лепід Manius Aemilius Lepidus                                                               | Тіт Статілій Тавр Titus Statilius Taurus                                                       |
| суфект       | Луцій Кассій Лонгін Lucius Cassius Longinus                                                              |                                                                                                |
| 12           | Германік Юлій Цезар Germanicus Iulius Caesar                                                             | Гай Фонтей Капітон Gaius Fonteius Capito                                                       |
| суфект       | | Гай Віселій Варрон Gaius Visellius Varro                                                       |
| 13           | Гай Сілій Авл Цецина Ларг Gaius Silius Aulus Caecina Largus                                              | Луцій Мунацій Планк Lucius Munatius Plancus                                                    |
| 14           | Секст Помпей Sextus Pompeius                                                                             | Секст Аппулей Sextus Appuleius                                                                 |
| 15           | Тіберій Друз Клавдій Юлій Цезар Нерон Tiberius Drusus Clavdius Iulius Caesar Nero                        | Гай Норбан Флак Gaius Norbanus Flaccus                                                         |
| суфект       | | Марк Юній Сілан Marcus Iunius Silanus                                                          |
| 16           | Сізенна Статілій Тавр Sisenna Statilius Taurus                                                           | Луцій Скрибоній Лібон Lucius Scribonius Libo                                                   |
| суфекти      | Публій Помпоній Грецин Publius Pomponius Graecinus                                                       | Гай Вібій Руф Gaius Vibius Rufus                                                               |
| 17           | Луцій Помпоній Флак Lucius Pomponius Flaccus                                                             | Гай Целій Руф Gaius Caelius Rufus                                                              |
| суфекти      | Гай Вібій Марс Gaius Vibius Marsus                                                                       | Луцій Волузей Прокул Lucius Voluseius Proculus                                                 |
| 18           | Тіберій Цезар Август (втретє) Tiberius Caesar Augustus                                                   | Германік Юлій Цезар (вдруге) Germanicus Iulius Caesar                                          |
| суфекти      | Марк Лівіней Регул Marsus Livineius Regulus                                                              | Луцій Сей Туберон Lucius Seius Tubero                                                          |
| суфекти      | Гай Рубелій Бланд Gaius Rubellius Blandus                                                                | Марк Віпстан Галл Marcus Vipstanus Gallus                                                      |
| 19           | Марк Юній Сілан Торкват Marcus Iunius Silanus Torquatus                                                  | Луцій Норбан Бальб Lucius Norbanus Balbus                                                      |
| суфект       | | Публій Петроній Publius Petronius                                                              |
| 20           | Марк Валерій Мессала Мессалін Барбат Marcus Valerius Messalla Messallinus                                | Марк Аврелій Котта Максим Мессалін Marcus Aurelius Cotta Maximus Messalinus                    |
| 21           | Тіберій Цезар Август (вчетверте) Tiberius Caesar Augustus                                                | Тіберій Друз Клавдій Юлій Цезар Нерон (вдруге) Tiberius Drusus Clavdius Iulius Caesar Nero     |
| суфекти      | Марк Емілій Скавр Marcus Aemilius Scaurus                                                                | Гней Тремеллій Gnaeus Tremellius                                                               |
| 22           | Децим Гатерій Агріппа Decimus Haterius Agrippa                                                           | Гай Сульпіцій Гальба Gaius Sulpicius Galba                                                     |
| суфекти      | Марк Кокцей Нерва Marcus Aemilius Scaurus                                                                | Гай Вібій Руфін Gnaeus Tremellius                                                              |
| 23           | Гай Азіній Полліон Gaius Asinius Pollio                                                                  | Гай Антістій Вет Gaius Antistius Vetus                                                         |
| суфект       | | Гай Стертіній Максим Gaius Stertinius Maximus                                                  |
| 24           | Сервій Корнелій Цетег Servius Cornelius Cethegus                                                         | Луцій Віселій Варрон Lucius Visellius Varro                                                    |
| суфекти      | Гай Кальпурній Авіола Gaius Calpurnius Aviola                                                            | Публій Корнелій Лентул Сципіон Publius Cornelius Lentulus Scipio                               |
| 25           | Косс Корнелій Лентул Cossus Cornelius Lentulus                                                           | Марк Азіній Агріппа Marcus Asinius Agrippa                                                     |
| суфект       | Гай Петроній Gaius Petronius                                                                             |                                                                                                |
| 26           | Гней Корнелій Лентул Гетулік Gnaeus Cornelius Lentulus Gaetulicus                                        | Гай Кальвізій Сабін Gaius Calvisius Sabinus                                                    |
| суфекти      | Луцій Юній Сілан Lucius Iunius Silanus                                                                   | Гай Веллей Тутор Gaius Vellaeus Tutor                                                          |
| 27           | Луцій Кальпурній Пізон Lucius Calpurnius Piso                                                            | Марк Ліциній Красс Фругі Marcus Licinius Crassus Frugi                                         |
| суфекти      | Публій Корнелій Лентул Publius Cornelius Lentulus                                                        | Гай Саллюстій Крисп Пассієн Gaius Sallustius Crispus Passienus                                 |
| 28           | Гай Аппій Юній Сілан Gaius Appius Iunius Silanus                                                         | Публій Сілій Нерва (консул 28 року) Publius Silius Nerva                                       |
| суфекти      | Луцій Антістій Вет Lucius Antistius Vetus                                                                | Квінт Юній Блез Quintus Iunius Blaesus                                                         |
| 29           | Квінт Фуфій Гемін Quintus Fufius Geminus                                                                 | Луцій Рубеллій Гемін Lucius Rubellius Geminus                                                  |
| суфекти      | Авл Плавцій Aulus Plautius                                                                               | Луцій Ноній Аспренат Lucius Nonius Asprenas                                                    |
| 30           | Марк Вініцій Marcus Vinicius                                                                             | Луцій Кассій Лонгін Lucius Cassius Longinus                                                    |
| суфекти      | Луцій Невій Сурдін Lucius Naevius Surdinus                                                               | Гай Кассій Лонгін Gaius Cassius Longinus                                                       |
| 31           | Тіберій Цезар Август (вп'яте) Tiberius Caesar Augustus                                                   | Луцій Елій Сеян Lucius Aelius Seianus                                                          |
| суфекти      | Фавст Корнелій Сулла Лукулл Faustus Cornelius Sulla Lucullus                                             | Секст Тедій Валерій Катулл Sextus Tedius Valerius Catullus                                     |
| суфекти      | Публій Меммій Регул Publius Memmius Regulus                                                              | Луцій Фульциній Тріон Lucius Fulcinius Trio                                                    |
| 32           | Гней Доміцій Агенобарб Gnaeus Domitius Ahenobarbus                                                       | Луцій Аррунцій Камілл Скрибоніан Lucius Arruntius Camillus Scribonianus                        |
| суфект       | | Авл Вітеллій Aulus Vitellius                                                                   |
| 33           | Луцій Лівій Оцелла Сульпіцій Гальба Lucius Livius Ocella Sulpicius Galba                                 | Луцій Корнелій Сулла Фелікс Lucius Cornelius Sulla Felix                                       |
| суфекти      | Луцій Сальвій Отон Lucius Salvius Otho                                                                   | Гай Октавій Ленат Gaius Octavius Laenas                                                        |
| 34           | Павло Фабій Персік Paullus Fabius Persicus                                                               | Луцій Вітеллій Lucius Vitellius                                                                |
| суфекти      | Квінт Марцій Барея Соран Quintus Marcius Barea Soranus                                                   | Тіт Рустій Нуммій Галл Titus Rustius Nummius Gallus                                            |
| 35           | Гай Цестій Галл Gaius Cestius Gallus                                                                     | Марк Сервілій Ноніан Marcus Servilius Nonianus                                                 |
| суфекти      | Децим Валерій Азіатік Decimus Valerius Asiaticus                                                         | Авл Габіній Секунд Aulus Gabinius Secundus                                                     |
| 36           | Секст Папіній Алленій Sextus Papinius Allenius                                                           | Квінт Плавцій Quintus Plautius                                                                 |
| суфекти      | Гай Веттій Руф Gaius Vettius Rufus                                                                       | Марк Порцій Катон Marcus Porcius Cato                                                          |
| 37           | Гней Ацерроній Прокул Gnaeus Acerronius Proculus                                                         | Гай Петроній Понтій Нігрін Gaius Petronius Pontius Nigrinus                                    |
| суфекти      | Гай Цезар Август Германік Gaius Caesar Augustus Germanicus                                               | Тіберій Клавдій Нерон Германік Tiberius Claudius Nero Germanicus                               |
| суфекти      | Авл Цецина Пет Aulus Caecina Paetus                                                                      | Гай Каніній Ребіл Gaius Caninius Rebilus                                                       |
| 38           | Марк Аквіла Юліан Marcus Aquila Iulianus                                                                 | Публій Ноній Аспренат Publius Nonius Asprenas                                                  |
| суфекти      | Сервій Азіній Целер Servius Asinius Celer                                                                | Секст Ноній Квінтіліан Sextus Nonius Quintilianus                                              |
| 39           | Гай Цезар Август Германік (вдруге) Gaius Caesar Augustus Germanicus                                      | Луцій Апроній Цезіан Lucius Apronius Caesianus                                                 |
| суфект       | Квінт Санквіній Максим (вдруге) Quintus Sanquinius Maximus                                               |                                                                                                |
| суфекти      | Гней Доміцій Корбулон Gnaeus Domitius Corbulo                                                            | Гай Уммідій Дурмій Квадрат Gaius Ummidius Durmius Quadratus                                    |
| суфекти      | Гней Доміцій Афр Gnaeus Domitius Afer                                                                    | Авл Дідій Галл Aulus Didius Gallus                                                             |
| 40           | Гай Цезар Август Германік (втретє, без колеги) Gaius Caesar Augustus Germanicus                          |                                                                                                |
| суфекти      | Гай Леканій Басс Gaius Laecanius Bassus                                                                  | Квінт Теренцій Куллеон Quintus Terentius Culleo                                                |
| суфект       | Марк Кокцей Нерва Marcus Cocceius Nerva                                                                  |                                                                                                |
| 41           | Гай Цезар Август Германік (вчетверте) Gaius Caesar Augustus Germanicus                                   | Гней Сентій Сатурнін Gnaeus Sentius Saturninus                                                 |
| суфект       | Квінт Помпоній Секунд Quintus Pomponius Secundus                                                         |                                                                                                |
| суфекти      | Квінт Фуцій Лузій Сатурнін Quintus Futius Lusius Saturninus                                              | Марк Сей Варан Marcus Seius Varanus                                                            |
| 42           | Тіберій Клавдій Цезар Август Германік (вдруге) Tiberius Claudius Caesar Augustus Germanicus              | Гай Цецина Ларг Gaius Caecina Largus                                                           |
| суфект       | Гай Цестій Галл Gaius Cestius Gallus                                                                     |                                                                                                |
| суфект       | Корнелій Луп Cornelius Lupus                                                                             |                                                                                                |
| 43           | Тіберій Клавдій Цезар Август Германік (втретє) Tiberius Claudius Caesar Augustus Germanicus              | Луцій Вітеллій (вдруге) Lucius Vitellius                                                       |
| суфекти      | Секст Палпеллій Гістр Sextus Palpellius Hister                                                           | Луцій Педаній Секунд Lucius Pedanius Secundus                                                  |
| суфекти      | Авл Габіній Секунд Aulus Gabinius Secundus                                                               | Публій Суіллій Руф Publius Suillius Rufus                                                      |
| суфекти      | Квінт Курцій Руф Quintus Curtius Rufus                                                                   | Спурій Оппій Spurius Oppius                                                                    |
| 44           | Гай Саллюстій Крисп Пассієн (вдруге) Gaius Sallustius Crispus Passienus                                  | Тіт Статилій Тавр Titus Statilius Taurus                                                       |
| суфект       | Публій Кальвисий Сабін Попмоний Секунд Publius Calvisius Sabinus Pomponius Secundus                      |                                                                                                |
| 45           | Марк Вініцій (вдруге) Marcus Vinicius                                                                    | Тіт Статілій Тавр Корвін Titus Statilius Taurus Corvinus                                       |
| суфект       | Тиберій Плавцій Сільван Еліан Tiberius Plautius Silvanus Aelianus                                        |                                                                                                |
| суфекти      | Марк Клувій Руф Marcus Cluvius Rufus                                                                     | Публій Осторій Скапула Publius Ostorius Scapula                                                |
| суфекти      | Марк Антоній Руф Marcus Antonius Rufus                                                                   | Марк Помпей Сільван Стаберій Флавіан Marcus Pompeius Silvanus Staberius Flavianus              |
| 46           | Децим Валерій Азіатік (вдруге) Decimus Valerius Asiaticus                                                | Марк Юній Сілан Marcus Iunius Silanus                                                          |
| суфект       | Камерін Антістій Вет Camerinus Antistius Vetus                                                           |                                                                                                |
| суфект       | Квінт Сульпіцій Камерін Петік Quintus Sulpicius Camerinus                                                |                                                                                                |
| суфект       | Децим Лелій Бальб Decimus Laelius Balbus                                                                 |                                                                                                |
| суфект       | Гай Теренцій Туллій Гемін Gaius Terentius Tullius Geminus                                                |                                                                                                |
| 47           | Тіберій Клавдій Цезар Август Германік (вчетверте) Tiberius Claudius Caesar Augustus Germanicus           | Луцій Вітеллій (втретє) Lucius Vitellius                                                       |
| суфекти      | Гай Калпетан Ранцій Седат Gaius Calpetanus Rantius Sedatius                                              | Марк Гордеоній Флак Marcus Hordeonius Flaccus                                                  |
| суфекти      | Гней Гозідій Гета Gnaeus Hosidius Geta                                                                   | Тіт Флавій Сабін Titus Flavius Sabinus                                                         |
| суфект       | | Луцій Вагеллій Lucius Vagellius                                                                |
| суфект       | | Гай Воласенна Север Gaius Volasenna Severus                                                    |
| 48           | Авл Вітеллій Aulus Vitellius                                                                             | Луцій Віпстан Публікола Lucius Vipstanus Publicola                                             |
| суфекти      | Луцій Вітеллій Lucius Vitellius                                                                          | Мессала Віпстан Галл Messalla Vipstanus Gallus                                                 |
| 49           | Гай Помпей Лонг Галл Gaius Pompeius Longus Gallus                                                        | Квінт Вераній Quintus Veranius                                                                 |
| суфекти      | Луцій Маммій Полліон Lucius Mammius Pollio                                                               | Квінт Аллій Максим Quintus Allius Maximus                                                      |
| 50           | Гай Антістій Вет Gaius Antistius Vetus                                                                   | Марк Суіллій Неруллін Marcus Suillius Nerullinus                                               |
| 51           | Тіберій Клавдій Цезар Август Германік (вп'яте) Tiberius Claudius Caesar Augustus Germanicus              | Сервій Корнелій Сципіон Сальвідієн Орфіт Servius Cornelius Scipio Salvidienus Orfitus          |
| суфект       | | Луцій Кальвенцій Вет Гай Карміній Lucius Calventius Vetus Gaius Carminius                      |
| суфект       | | Тіт Флавій Веспасіан Titus Flavius Vespasianus                                                 |
| 52           | Фавст Корнелій Сулла Фелікс Faustus Cornelius Sulla Felix                                                | Луцій Салвій Отон Тіціан Lucius Salvius Otho Titianus                                          |
| суфект       | | Квінт Марцій Барея Соран Quintus Marcius Barea Soranus                                         |
| суфект       | | ‘Тіт Флавій Сабін Titus Flavius Sabinus                                                        |
| суфект       | | Луцій Сальвідієн Руф Сальвіан Lucius Salvidienus Rufus Salvianus                               |
| 53           | Децим Юній Сілан Торкват Decimus Iunius Silanus Torquatus                                                | Квінт Гатерій Антонін Quintus Haterius Antoninus                                               |
| суфекти      | Луцій Тампій Флавіан Lucius Tampius Flavianus                                                            | Публій Фабій Фірман Publius Fabius Firmanus                                                    |
| суфекти      | Квінт Цецина Прім Quintus Caecina Primus                                                                 | Публій Требоній Publius Trebonius                                                              |
| суфект       | Публій Кальвізій Рузон Publius Calvisius Ruso                                                            |                                                                                                |
| 54           | Маній Ацилій Авіола Manius Acilius Aviola                                                                | Марк Азіній Марцелл Marcus Asinius Marcellus                                                   |
| 55           | Нерон Клавдій Цезар Август Германік Nero Claudius Caesar Augustus Germanicus                             | Луцій Антістій Вет Lucius Antistius Vetus                                                      |
| суфект       | Нумерій Цестій Numerius Cestius                                                                          |                                                                                                |
| суфекти      | Луцій Анней Сенека Lucius Annaeus Seneca                                                                 | Публій Корнелій Долабелла Publius Cornelius Dolabella                                          |
| суфект       | | Марк Требеллій Максим Marcus Trebellius Maximus                                                |
| суфект       | | Публій Пальфурій Publius Palfurius                                                             |
| суфекти      | Гней Корнелій Лентул Гетулік Gnaeus Cornelius Lentulus Gaetulicus                                        | Тіт Курцілій Манція Titus Curtilius Mancia                                                     |
| 56           | Квінт Волузій Сатурнін Quintus Volusius Saturninus                                                       | Публій Корнелій Сципіон Publius Cornelius Scipio                                               |
| суфекти      | Луцій Юній Галліон Аннеан Lucius Iunius Gallio Annaeanus                                                 | Тіт Куцій Цилт Titus Cutius Ciltus                                                             |
| суфекти      | Ім’я консула невідоме                                                                                    | Ім’я консула невідоме                                                                          |
| суфекти      | Луцій Дувій Авіт Lucius Duvius Avitus                                                                    | Публій Клодій Фразея Пет Publius Clodius Thrasea Paetus                                        |
| 57           | Нерон Клавдій Цезар Август Германік (вдруге) Nero Claudius Caesar Augustus Germanicus                    | Луцій Кальпурній Пізон Lucius Calpurnius Piso                                                  |
| суфект       | | Луцій Цезій Марціал Lucius Caesius Martialis                                                   |
| 58           | Нерон Клавдій Цезар Август Германік (втретє) Nero Claudius Caesar Augustus Germanicus                    | Марк Валерій Мессала Корвін Marcus Valerius Messalla Corvinus                                  |
| суфект       | Гай Фонтей Агріппа Gaius Fonteius Agrippa                                                                |                                                                                                |
| суфекти      | Авл Петроній Луркон Aulus Petronius Lurco                                                                | Авл Паконій Сабін Aulus Paconius Sabinus                                                       |
| 59           | Гай Віпстан Апроніан Gaius Vipstanus Apronianus                                                          | Гай Фонтей Капітон Gaius Fonteius Capito                                                       |
| суфекти      | Тіт Секстій Африкан Titus Sextius Africanus                                                              | Марк Осторій Скапула Marcus Ostorius Scapula                                                   |
| 60           | Нерон Клавдій Цезар Август Германік (вчетверте) Nero Claudius Caesar Augustus Germanicus                 | Косс Корнелій Лентул Cossus Cornelius Lentulus                                                 |
| суфекти      | Гай Веллей Патеркул Gaius Velleius Paterculus                                                            | Марк Манілій Вопіск Marcus Manilius Vopiscus                                                   |
| 61           | Публій Петроній Турпіліан Publius Petronius Turpilianus                                                  | Луцій Юній Цезеній Пет Lucius Iunius Caesennius Paetus                                         |
| суфекти      | Гней Педаній Фуск Салінатор Gnaeus Pedanius Fuscus Salinator                                             | Луцій Веллей Патеркул Lucius Velleius Paterculus                                               |
| суфект       | | Луцій Юній Квінт Вібій Крисп Marcus Herennius Picens                                           |
| 62           | Публій Марій Publius Marius                                                                              | Луцій Азіній Галл Lucius Asinius Gallus                                                        |
| суфекти      | Публій Петроній Нігер Publius Petronius Niger                                                            | Квінт Манлій Анхарій Тарквитій Сатурнін Quintus Manlius Ancharius Tarquitius Saturninus        |
| суфекти      | Квінт Юній Марулл Quintus Iunius Marullus                                                                | Ім’я консула невідоме                                                                          |
| суфект       | | Тіт Клодій Епрій Марцелл Titus Clodius Eprius Marcellus                                        |
| 63           | Гай Меммій Регул Gaius Memmius Regulus                                                                   | Луцій Вергиній Руф Lucius Verginius Rufus                                                      |
| 64           | Гай Леканій Басс Gaius Laecanius Bassus                                                                  | Марк Ліциній Красс Фругі Marcus Licinius Crassus Frugi                                         |
| суфекти      | Гай Ліциній Муціан Gaius Licinius Mucianus                                                               | Квінт Фабій Барбар Антоній Макр Quintus Fabius Barbarus Antonius Macer                         |
| суфекти      | Ім’я консула невідоме                                                                                    | Ім’я консула невідоме                                                                          |
| 65           | Авл Ліциній Нерва Сіліан Aulus Licinius Nerva Silianus                                                   | Марк Юлій Вестін Аттік Marcus Iulius Vestinus Atticus                                          |
| суфект       | | Публій Пасідієн Фірм Publius Pasidienus Firmus                                                 |
| суфекти      | Гай Помпоній Пій Gaius Pomponius Pius                                                                    | Гай Аніцій Церіал Gaius Anicius Cerialis                                                       |
| суфекти      | Марк Апоній Сатурнин Marcus Aponius Saturninus                                                           | Ім’я консула невідоме                                                                          |
| 66           | Гай Лукцій Телезін Gaius Luccius Telesinus                                                               | Гай Светоній Паулін Gaius Suetonius Paulinus                                                   |
| суфекти      | Марк Анній Афрін Marcus Annius Afrinus                                                                   | Гай Пакцій Африкан Gaius Paccius Africanus                                                     |
| суфекти      | Марк Аррунтій Аквіла Marcus Arruntius Aquila                                                             | Марк Веттій Болан Marcus Vettius Bolanus                                                       |
| 67           | Луцій Юлій Руф Lucius Iulius Rufus                                                                       | Гай Фонтей Капітон Fonteius Capito                                                             |
| суфекти      | Луцій Аврелій Пріск Lucius Aurelius Priscus                                                              | Аппій Анній Галл Appius Annius Gallus                                                          |
| 68           | Тіберій Катій Асконій Сілій Италік Tiberius Catius Asconius Silius Italicus                              | Публій Галерій Трахал Publius Galerius Trachalus                                               |
| суфект       | Нерон Клавдій Цезар Август Германік (вп'яте, без колеги) Nero Claudius Caesar Augustus Germanicus        |                                                                                                |
| суфекти      | Ім’я консула невідоме                                                                                    | Ім’я консула невідоме                                                                          |
| суфекти      | Гай Беллік Наталіс Gaius Bellicus Natalis                                                                | Публій Корнелій Сципіон Азіатік Publius Cornelius Scipio Asiaticus                             |
| предназначен | Цингоній Варрон Cingonius Varro                                                                          |                                                                                                |
| 69           | Сервій Гальба Цезар Август (вдруге) Servius Galba Imp. Caesar Augustus                                   | Тіт Віній Titus Vinius                                                                         |
| суфекти      | Марк Салвій Отон Marcus Salvius Otho                                                                     | Луцій Салвій Отон Тіціан (вдруге) Lucius Salvius Otho Titianus                                 |
| суфекти      | Луцій Вергиній Руф (вдруге) Lucius Verginius Rufus                                                       | Луцій Помпей Вопіск Lucius Pompeius Vopiscus                                                   |
| суфекти      | Тіт Флавій Сабін Titus Flavius Sabinus                                                                   | Гней Арулен Целій Сабін Gnaeus Arulenus Caelius Sabinus                                        |
| суфекти      | Авл Марій Цельс Aulus Marius Celsus                                                                      | Гней Аррій Антонін Gnaeus Arrius Antoninus                                                     |
| суфекти      | Фабій Валент Fabius Valens                                                                               | Авл Цецина Алієн Aulus Caecina Alienus                                                         |
| суфект       | | Розій Регул Rosius Regulus                                                                     |
| суфекти      | Гай Квінтій Аттік Gaius Quintius Atticus                                                                 | Гней Цецилій Сімплекс Gnaeus Caecilius Simplex                                                 |
| 70           | Цезар Веспасіан Август (вдруге) Imp. Caesar Vespasianus Augustus                                         | Тіт Цезар Веспасіан Titus Caesar Vespasianus                                                   |
| суфекти      | Гай Ліциній Муціан (вдруге) Gaius Licinius Mucianus                                                      |                                                                                                |
| суфекти      | Марк Ульпій Траян Marcus Ulpius Traianus                                                                 | Квінт Петіллій Церіал Quintus Petillius Cerialis                                               |
| суфекти      | Луцій Анній Басс Lucius Annius Bassus                                                                    | Гай Леканій Басс Цецина Пет Gaius Laecanius Bassus Caecina Paetus                              |
| суфект       | Луцій Ноній Кальпурній Аспренат Lucius Nonius Calpurnius Asprenas                                        |                                                                                                |
| 71           | Цезар Веспасіан Август (втретє) Imp. Caesar Vespasianus Augustus                                         | Марк Кокцей Нерва Marcus Cocceius Nerva                                                        |
| суфекти      | Цезар Доміціан Caesar Domitianus                                                                         | Гней Педій Каск Gnaeus Pedius Cascus                                                           |
| суфект       | Гней Пінарій Корнелій Клемент Gnaeus Pinarius Cornelius Clemens                                          | Гай Кальпетан Рантій Квіринал Валерій Фест Gaius Calpetanus Rantius Quirinalis Valerius Festus |
| суфекти      | Луцій Флавій Фімбрія Lucius Flavius Fimbria                                                              | Гай Атілій Барбар Gaius Atilius Barbarus                                                       |
| суфекти      | Квінт Юлій Корд Quintus Iulius Cordus                                                                    | Гней Помпей Колега Gnaeus Pompeius Collega                                                     |
| 72           | Цезар Веспасіан Август (вчетверте) Imp. Caesar Vespasianus Augustus                                      | Тіт Цезар Веспасіан (вдруге) Titus Caesar Vespasianus                                          |
| суфекти      | Гай Ліциній Муціан (втретє) Gaius Licinius Mucianus                                                      | Тіт Флавій Сабін (вдруге) Titus Flavius Sabinus                                                |
| 73           | Цезар Доміціан (вдруге) Caesar Domitianus                                                                | Луцій Валерій Катулл Мессалін Lucius Valerius Catullus Messallinus                             |
| суфекти      | Секст Юлій Фронтін Sextus Iulius Frontinus                                                               | Марк Аррецін Клемент Marcus Arrecinus Clemens                                                  |
| 74           | Цезар Веспасіан Август (вп'яте) Imp. Caesar Vespasianus Augustus                                         | Тіт Цезар Веспасіан (втретє) Titus Caesar Vespasianus                                          |
| суфекти      | Тиберій Плавцій Сільван Еліан (вдруге) Tiberius Plautius Silvanus Aelianus                               | Луцій Юній Квінт Вібій Крисп(вдруге) Lucius Iunius Quintus Vibius Crispus                      |
| суфекти      | Квінт Петіллій Церіал (вдруге) Quintus Petilius Cerialis                                                 | Тіт Клодій Епрій Марцелл (вдруге) Titus Clodius Eprius Marcellus                               |
| 75           | Цезар Веспасіан Август (вшосте) Imp. Caesar Vespasianus Augustus                                         | Тіт Цезар Веспасіан (вчетверте) Titus Caesar Vespasianus                                       |
| суфекти      | Цезар Доміціан (втретє) Caesar Domitianus                                                                | Луцій Пасідієн Фірм Lucius Pasidienus Firmus                                                   |
| суфекти      | Гай Помпоній Gaius Pomponius                                                                             | Луцій Манлій Патруін Lucius Manlius Patruinus                                                  |
| 76           | Цезар Веспасіан Август (всьоме) Imp. Caesar Vespasianus Augustus                                         | Тіт Цезар Веспасіан (вп'яте) Titus Caesar Vespasianus                                          |
| суфект       | Цезар Доміціан (вчетверте) Caesar Domitianus                                                             |                                                                                                |
| суфекти      | Марк Помпей Сільван Стаберій Флавіан (вдруге) Marcus Pompeius Silvanus Staberius Flavianus               | Луцій Тампій Флавіан Lucius Tampius Flavianus                                                  |
| суфекти      | Галеон Теттієн Петроніан Galeo Tettienus Petronianus                                                     | Марк Фульвій Гілон Marcus Fulvius Gillo                                                        |
| 77           | Цезар Веспасіан Август (увосьме) Imp. Caesar Vespasianus Augustus                                        | Тіт Цезар Веспасіан (вшосте) Titus Caesar Vespasianus                                          |
| суфекти      | Цезар Доміціан (вп'яте) Caesar Domitianus                                                                | Гней Юлій Агрікола Gnaeus Iulius Agricola                                                      |
| суфекти      | Луцій Помпей Вопіск Гай Аррунцій Кателлій Целер Lucius Pompeius Vopiscus Gaius Arruntius Catellius Celer | Марк Аррунцій Аквіла Marcus Arruntius Aquila                                                   |
| 78           | Децим Юній Новій Пріск Decimus Iunius Novius Priscus                                                     | Луцій Цейоній Коммод Lucius Ceionius Commodus                                                  |
| суфекти      | Секст Вітуласій Непот Sextus Vitulasius Nepos                                                            | Квінт Арцикулей Пет Quintus Articuleius Paetus                                                 |
| суфект       | Луцій Фунісулан Веттоніан Lucius Funisulanus Vettonianus                                                 |                                                                                                |
| 79           | Цезар Веспасіан Август (вдев'яте) Imp. Caesar Vespasianus Augustus                                       | Тіт Цезар Веспасіан (всьоме) Titus Caesar Vespasianus                                          |
| суфект       | Цезар Доміціан (вшосте) Caesar Domitianus                                                                |                                                                                                |
| суфекти      | Луций Юний Цезений Пет Lucius Iunius Caesennius Paetus                                                   | Публій Кальвізій Рузон Publius Calvisius Ruso                                                  |
| суфекти      | Тіт Рубрій Елій Непот Titus Rubrius Aelius Nepos                                                         | Марк Аррій Флак Marcus Arrius Flaccus                                                          |
| 80           | Тіт Цезар Веспасіан Август (увосьме) Imp. Titus Caesar Vespasianus Augustus                              | Цезар Доміціан (всьоме) Caesar Domitianus                                                      |
| суфекти      | Авл Дідій Галл Фабрицій Вейєнтон Aulus Didius Gallus Fabricius Veiento                                   | Луцій Елій Ламія Плавцій Еліан Lucius Aelius Lamia Plautius Aelianus                           |
| суфект       | Квінт Аврелій Пактумей Фронтон Quintus Aurelius Pactumeius Fronto                                        |                                                                                                |
| суфект       | Гай Марцелл Октавій Публій Клувій Руф Gaius Marius Marcellus Octavius Publius Cluvius Rufus              |                                                                                                |
| суфекти      | Луцій Вібій Сабін Lucius Vibius Sabinus                                                                  | Квінт Помпей Тріон Quintus Pompeius Trio                                                       |
| суфекти      | Луцій Ацилій Страбон Lucius Acilius Strabo                                                               | Секст Нераній Капітон Sextus Neranius Capito                                                   |
| суфекти      | Марк Тіттій Фругі Marcus Tittius Frugi                                                                   | Тіт Вініцій Юліан Titus Vinicius Iulianus                                                      |
| 81           | Луцій Флавій Сільва Ноній Басс Lucius Flavius Silva Nonius Bassus                                        | Луцій Азіній Полліон Веррукоз Lucius Asinius Pollio Verrucosus                                 |
| суфекти      | Марк Росцій Целій Marcus Roscius Coelius                                                                 | Гай Юлій Ювенал Gaius Iulius Iuvenalis                                                         |
| суфекти      | Тіт Юній Монтан Titus Iunius Montanus                                                                    | Луцій Юлій Веттій Павел Lucius Iulius Vettius Paullus                                          |
| суфекти      | Тіт Теттієн Серен Titus Tettienus Serenus                                                                | Гай Сцедій Натта Пінаріан Gaius Scoedius Natta Pinarianus                                      |
| суфекти      | Марк Петроній Умбрін Marcus Petronius Umbrinus                                                           | Гай Карміній Лузітанік Gaius Carminius Lusitanicus                                             |
| суфекти      | Тіт Турпілій Декстер Titus Turpilius Dexter                                                              | Марк Мецій Руф Marcus Maecius Rufus                                                            |
| 82           | Цезар Доміціан Август (увосьме) Imp. Caesar Domitianus Augustus                                          | Тіт Флавій Сабін Titus Flavius Sabinus                                                         |
| суфекти      | Сервій Корнелій Сципіон Сальвідієн Орфіт Servius Cornelius Scipio Salvidienus Orfitus                    | Сервей Іноцент Servaeus Innocens                                                               |
| суфекти      | Марк Ларцій Магн Помпей Сілон Marcus Larcius Magnus Pompeius Silo                                        | Луцій Салвій Отон Кокцеян Lucius Salvius Otho Cocceianus                                       |
| суфект       | Тит Аврелій Квієт Titus Aurelius Quietus                                                                 |                                                                                                |
| суфекти      | Маній Ацилій Авіола Manius Acilius Aviola                                                                | Гай Аріній Меттій Модест Gaius Arinius Mettius Modestus                                        |
| суфекти      | Публій Валерій Патруін Publius Valerius Patruinus                                                        | Луцій Антоній Сатурнін Lucius Antonius Saturninus                                              |
| 83           | Цезар Доміціан Август (вдев'яте) Imp. Caesar Domitianus Augustus                                         | Квінт Петіллій Церіал (у 3-е) Quintus Petillius Cerialis                                       |
| суфекти      | Авл Дідій Галл Фабрицій Вейєнтон (вдруге) Aulus Didius Gallus Fabricius Veiento                          | Луцій Юній Квінт Вібій Крисп (у 3-е) Lucius Iunius Quintus Vibius Crispus                      |
| суфекти      | Гай Фісій Сабін Gaius Fisius Sabinus                                                                     | Марк Анній Мессала Marcus Annius Messala                                                       |
| суфекти      | Луцій Теттій Юліан Lucius Tettius Iulianus                                                               | Теренцій Страбон Еруцій Гомулл Terentius Strabo Erucius Homullus                               |
| суфекти      | Марк Корнелій Нігрін Куріацій Матерн Marcus Cornelius Nigrinus Curiatius Maternus                        | Марк Аррецін Клемент Marcus Arrecinus Clemens                                                  |
| 84           | Цезар Доміціан Август (вдесяте) Imp. Caesar Domitianus Augustus                                          | Гай Оппій Сабін Gaius Oppius Sabinus                                                           |
| суфект       | Луцій Юлій Урс Lucius Iulius Ursus                                                                       |                                                                                                |
| суфекти      | Гай Туллій Капітон Помпоніан Плотій Фірм Gaius Tullius Capito Pomponianus Plotius Firmus                 | Гай Корнелій Галлікан Gaius Cornelius Gallicanus                                               |
| суфекти      | Публій Кальвізій Рузон Юлій Фронтін Publius Calvisius Ruso Iulius Frontinus                              | Галл Gallus                                                                                    |
| 85           | Цезар Доміціан Август (водинадцяте) Imp. Caesar Domitianus Augustus                                      | Тіт Аврелій Фульв Titus Aurelius Fulvus                                                        |
| суфекти      | Гай Юлій Кордін Гай Рутілій Галлік Gaius Iulius Cordinus Gaius Rutilius Gallicus                         | Луцій Валерій Катулл Мессалін (вдруге) Lucius Valerius Catullus Messallinus                    |
| суфекти      | Квінт Гавій Аттік Quintus Gavius Atticus                                                                 | Луцій Елій Окулат Lucius Aelius Oculatus                                                       |
| суфекти      | Публій Геренній Полліон Publius Herennius Pollio                                                         | Марк Анній Геренній Полліон Marcus Annius Herennius Pollio                                     |
| суфекти      | Децим Абурій Басс Decimus Aburius Bassus                                                                 | Квінт Юлій Бальб Quintus Iulius Balbus                                                         |
| 86           | Цезар Доміціан Август (вдванадцяте) Imp. Caesar Domitianus Augustus                                      | Сервій Корнелій Долабелла Петроніан Servius Cornelius Dolabella Petronianus                    |
| суфект       | Гай Сецій Кампан Gaius Secius Campanus                                                                   |                                                                                                |
| суфекти      | Ім’я консула невідоме                                                                                    | Квінт Вібій Секунд Quintus Vibius Secundus                                                     |
| суфекти      | Секст Октавій Фронтон Sextus Octavius Fronto                                                             | Тіберій Юлій Кандид Марій Цельс Tiberius Iulius Candidus Marius Celsus                         |
| суфекти      | Авл Буцій Лаппій Максим Aulus Bucius Lappius Maximus                                                     | Луцій Яволен Пріск Lucius Iavolenus Priscus                                                    |
| 87           | Цезар Доміціан Август (втринадцяте) Imp. Caesar Domitianus Augustus                                      | Луцій Волузій Сатурнін Lucius Volusius Saturninus                                              |
| суфекти      | Гай Кальпурній Пізон Красс Фругі Ліциніан Gaius Calpurnius Piso Crassus Frugi Licinianus                 | Гай Гельвідій Приск Gaius Helvidius Priscus                                                    |
| суфекти      | Гай Белліцій Наталіс Тебаніан Gaius Bellicius Natalis Tebanianus                                         | Гай Дуценій Прокул Gaius Ducenius Proculus                                                     |
| суфекти      | Гай Цильній Прокул Gaius Cilnius Proculus                                                                | Луцій Нерацій Пріск Lucius Neratius Priscus                                                    |
| 88           | Цезар Доміціан Август (вчотирнадцяте) Imp. Caesar Domitianus Augustus                                    | Луцій Мініцій Руф Lucius Minicius Rufus                                                        |
| суфект       | Децим Плотій Грип Decimus Plotius Grypus                                                                 |                                                                                                |
| суфекти      | Квінт Нінній Наста Quintus Ninnius Hasta                                                                 | Луцій Скрибоній Лібон Рупілій Фругі Бон Lucius Scribonius Libo Rupilius Frugi Bonus            |
| суфекти      | Маній Отацилій Катул Manius Otacilius Catulus                                                            | Секст Юлій Спарс Sextus Iulius Sparsus                                                         |
| 89           | Тіт Аврелій Фульв Titus Aurelius Fulvus                                                                  | Марк Азіній Атрацін Marcus Asinius Atratinus                                                   |
| суфекти      | Публій Саллюстій Блез Publius Sallustius Blaesus                                                         | Марк Педуцей Сеніан Marcus Peducaeus Saenianus                                                 |
| суфекти      | Авл Віцирій Прокул Aulus Vicirius Proculus                                                               | Маній Лаберій Максим Manius Laberius Maximus                                                   |
| 90           | Цезар Доміціан Август (вп'ятнадцяте) Imp. Caesar Domitianus Augustus                                     | Марк Кокцей Нерва (вдруге) Marcus Cocceius Nerva                                               |
| суфект       | Луцій Корнелій Пузіон Анній Мессала Lucius Cornelius Pusio Annius Messala                                |                                                                                                |
| суфекти      | Луцій Антістій Рустік Lucius Antistius Rusticus                                                          | Луцій Юлій Урс Сервіан Lucius Iulius Ursus Servianus                                           |
| суфекти      | Квінт Акцей Руф Quintus Accaeus Rufus                                                                    | Гай Каристаній Фронтон Gaius Caristanius Fronto                                                |
| суфекти      | Публій Бебій Італік Publius Baebius Italicus                                                             | Гай Аквілій Прокул Gaius Aquilius Proculus                                                     |
| суфекти      | Луцій Пуллаен Полліон Lucius Albius Pullaienus Pollio                                                    | Гней Емілій Цикатрікула Помпей Лонгін Gnaeus Pinarius Aemilius Cicatricula Pompeius Longinus   |
| суфекти      | Марк Туллій Церіал Marcus Tullius Cerialis                                                               | Гней Помпей Катуллін Gnaeus Pompeius Catullinus                                                |
| 91           | Маній Ацилій Глабріон Manius Acilius Glabrio                                                             | Марк Ульпій Нерва Траян Marcus Ulpius Nerva Traianus                                           |
| суфекти      | Гней Мініцій Фавстін Gnaeus Minicius Faustinus                                                           | Публій Валерій Марин Publius Valerius Marinus                                                  |
| суфекти      | Квінт Валерій Вегет Quintus Valerius Vegetus                                                             | Публій Метілій Сабін Непот Publius Metilius Sabinus Nepos                                      |
| 92           | Цезар Доміціан Август (вшістнадцяте) Imp. Caesar Domitianus Augustus                                     | Квінт Волузій Сатурнін Quintus Volusius Saturninus                                             |
| суфект       | Луцій Венулей Монтан Апроніан Lucius Venuleius Montanus Apronianus                                       |                                                                                                |
| суфекти      | Луцій Стерциній Авіт Lucius Stertinius Avitus                                                            | Тіберій Юлій Цельс Tiberius Iulius Celsus                                                      |
| суфекти      | Гай Юлій Сілан Gaius Iulius Silanus                                                                      | Квінт Юній Арулен Рустік Quintus Iunius Arulenus Rusticus                                      |
| 93           | Секст Помпей Коллега Sextus Pompeius Collega                                                             | Квінт Педуцей Присцін Quintus Peducaeus Priscinus                                              |
| суфекти      | Тіт Авідій Квієт Titus Avidius Quietus                                                                   | Секст Лузіан Прокул Sextus Lusianus Proculus                                                   |
| суфекти      | Гай Корнелій Рар Секстій Gaius Cornelius Rarus                                                           | Тукций Церіал Tuccius Cerialis                                                                 |
| 94           | Луцій Ноній Кальпурній Торкват Аспренат Lucius Nonius Calpurnius Torquatus Asprenas                      | Тит Секстій Магій Латеран Titus Sextius Magius Lateranus                                       |
| суфекти      | Марк Лоллій Пауллін Децим Валерій Азіатік Сатурнін Decimus Valerius Asiaticus Saturninus                 | Гай Анцій Авл Юлій Квадрат Gaius Antius Aulus Iulius Quadratus                                 |
| суфекти      | Луцій Сілій Деціан Lucius Silius Decianus                                                                | Тіт Помпоній Басс Titus Pomponius Bassus                                                       |
| 95           | Цезар Доміціан Август (всімнадцяте) Imp. Caesar Domitianus Augustus                                      | Тіт Флавій Клемент Titus Flavius Clemens                                                       |
| суфект       | Луцій Нерацій Марцелл Lucius Neratius Marcellus                                                          |                                                                                                |
| суфекти      | Авл Буцій Лаппій Максим (вдруге) Aulus Bucius Lappius Maximus                                            | Публій Дуценій Вер Publius Ducenius Verus                                                      |
| суфекти      | Квінт Помпоній Руф Quintus Pomponius Rufus                                                               | Луцій Бебій Тулл Lucius Baebius Tullus                                                         |
| 96           | Гай Манлій Валент Gaius Manlius Valens                                                                   | Гай Антістій Вет Gaius Antistius Vetus                                                         |
| суфекти      | Квінт Фабій Постумін Quintus Fabius Postuminus                                                           | Тіт Пріферній Пет Titus Prifernius Paetus                                                      |
| суфекти      | Тіберій Катій Цезій Фронтон Tiberius Catius Caesius Fronto                                               | Марк Кальпурній Marcus Calpurnius                                                              |
| 97           | Нерва Цезар Август (втретє) Imp. Nerva Caesar Augustus                                                   | Луцій Вергиній Руф (втретє) Lucius Verginius Rufus                                             |
| суфекти      | Гней Аррій Антонін (вдруге) Gnaeus Arrius Antoninus                                                      | Луцій Кальпурній Пізон Lucius Calpurnius Piso                                                  |
| суфекти      | Марк Анній Вер Marcus Annius Verus                                                                       | Луцій Нерацій Пріск Lucius Neratius Priscus                                                    |
| суфекти      | Луцій Доміцій Аполлінаріс Lucius Domitius Apollinaris                                                    | Секст Герменцидій Капман Sextus Hermentidius Campanus                                          |
| суфекти      | Квінт Глітій Ацилій Агрікола Quintus Glitius Atilius Agricola                                            | Луцій Помпоній Матерн Lucius Pomponius Maternus                                                |
| суфекти      | Публій Корнелій Тацит Publius Cornelius Tacitus                                                          | Луцій Ліциній Сура (у 1-е) Lucius Licinius Sura                                                |
| 98           | Нерва Цезар Август (втретє) Imp. Nerva Caesar Augustus                                                   | Цезар Нерва Траян (вдруге) Imp. Caesar Nerva Traianus                                          |
| суфект       | Гней Доміцій Тулл (вдруге) Gnaeus Domitius Tullus                                                        |                                                                                                |
| суфект       | Секст Юлій Фронтин (вдруге) Sextus Iulius Frontinus                                                      |                                                                                                |
| суфект       | Луцій Юлій Урс (вдруге) Lucius Iulius Ursus                                                              |                                                                                                |
| суфект       | Тіт Вестріцій Спуріна (вдруге) Titus Vestricius Spurinna                                                 |                                                                                                |
| суфект       | Гай Помпоній Пій Gaius Pomponius Pius                                                                    |                                                                                                |
| суфекти      | Авл Віцирій Марціал Aulus Vicirius Martialis                                                             | Луцій Мецій Постум Lucius Maecius Postumus                                                     |
| суфекти      | Гай Помпоній Руф Ацилій Gaius Pomponius Rufus Acilius                                                    | Гней Помпей Ферокс Ліциніан Gnaeus Pompeius Ferox Licinianus                                   |
| суфекти      | Квінт Фульвій Гіллон Біттій Прокул Quintus Fulvius Gillo Bittius Proculus                                | Публій Юлій Луп Publius Iulius Lupus                                                           |
| 99           | Авл Корнелій Пальма Фронтоніан Aulus Cornelius Palma Frontonianus                                        | Квінт Сосій Сенеціон Quintus Sosius Senecio                                                    |
| суфекти      | Сульпіцій Лукрецій Барба Sulpicius Lucretius Barba                                                       | Сенеціон Меммій Афр Senecio Memmius Afer                                                       |
| суфекти      | Квінт Фабій Барбар Валерій Магн Юліан Quintus Fabius Barbarus Valerius Magnus Iulianus                   | Авл Цецилій Фавстин Aulus Caecilius Faustinus                                                  |
| суфекти      | Квінт Фульвій Гіллон Біттій Прокул Quintus Fulvius Gillo Bittius Proculus                                | Марк Осторій Скапула Marcus Ostorius Scapula                                                   |
| суфекти      | Тіберій Юлій Ферокс Tiberius Iulius Ferox                                                                | Ім’я консула невідоме                                                                          |
| 100          | Цезар Нерва Траян Август (втретє) Imp. Caesar Nerva Traianus Augustus                                    | Секст Юлій Фронтин (втретє) Sextus Iulius Frontinus                                            |
| суфект       | | Луцій Юлій Урс (втретє) Lucius Iulius Ursus                                                    |
| суфекти      | Марк Марцій Макр Marcus Marcius Macer                                                                    | Гай Цильній Прокул Gaius Cilnius Proculus                                                      |
| суфекти      | Луцій Геренній Сатурнін Lucius Herennius Saturninus                                                      | Тіт Помпоній Маміліан Titus Pomponius Mamilianus                                               |
| суфекти      | Квінт Акуцій Нерва Quintus Acutius Nerva                                                                 | Луцій Фабій Туск Lucius Fabius Tuscus                                                          |
| суфекти      | Гай Юлій Корнут Тертулл Gaius Iulius Cornutus Tertullus                                                  | Гай Пліній Цецилій Секунд Gaius Plinius Caecilius Secundus                                     |
| суфекти      | Луцій Росцій Еліан Мецій Целер Lucius Roscius Aelianus Maecius Celer                                     | Тіберій Клавдій Сацердос Юліан Tiberius Claudius Sacerdos Iulianus                             |

## II століття
| Рік     | Перший консул | Другий консул |
| ------- | --- | --- |
| 101     | Цезар Нерва Траян Август (вчетверте) Imp. Caesar Nerva Traianus Augustus                                                         | Квінт Арцикулей Пет Quintus Articuleius Paetus                                                                            |
| суфект  | Секст Аттій Субуран Еміліан Sextus Attius Suburanus Aemilianus                                                                   | |
| суфекти | Гай Брокх Квінт Сервей Інноцент Gaius Sertorius Brocchus Quintus Servaeus Innocens                                               | Марк Мецій Целер Marcus Maecius Celer                                                                                     |
| суфекти | Прокул Proculus | Ім’я консула невідоме |
| 102     | Луцій Юлій Урс Сервіан (вдруге) Lucius Iulius Ursus Servianus                                                                    | Луцій Ліциній Сура (вдруге) Lucius Licinius Sura                                                                          |
| суфект  | | Луцій Фабій Юст Lucius Fabius Iustus                                                                                      |
| суфекти | Ім’я консула невідоме | Луцій Публілій Цельс Lucius Publilius Celsus                                                                              |
| суфекти | Луцій Антоній Альб Lucius Antonius Albus                                                                                         | Марк Юній Гомулл Marcus Iunius Homullus                                                                                   |
| 103     | Цезар Нерва Траян Август (вп'яте) Imp. Caesar Nerva Traianus Augustus                                                            | Маній Лаберій Максим (вдруге) Manius Laberius Maximus                                                                     |
| суфект  | Квінт Глітій Ацилій Агрікола (вдруге) Quintus Glitius Atilius Agricola                                                           | |
| суфекти | Публій Метілій Непот Publius Metilius Nepos                                                                                      | Квінт Бебій Макр Quintus Baebius Macer                                                                                    |
| суфекти | Марк Флавій Апер Marcus Flavius Aper                                                                                             | Гай Требоній Прокул Меттій Модест Gaius Trebonius Proculus Mettius Modestus                                               |
| суфекти | Анній Мела (A?)nnius Mela | Публій Кальпурній Макр Кавлий Руф Publius Calpurnius Macer Caulius Rufus                                                  |
| 104     | Секст Аттій Субуран Еміліан (у 2-е) Sextus Attius Suburanus Aemilianus                                                           | Марк Азіній Марцелл Marcus Asinius Marcellus                                                                              |
| 105     | Тіберій Кандідій Марій Цельс (вдруге) Tiberius Iulius Candidus Marius Celsus                                                     | Гай Анцій Авл Юлій Квадрат (вдруге) Gaius Antius Aulus Iulius Quadratus                                                   |
| суфекти | Гай Юлій Квадрат Басс Gaius Iulius Quadratus Bassus                                                                              | Гней Афраній Декстер Gnaeus Afranius Dexter                                                                               |
| суфект  | | Квінт Целій Гонорат Quintus Caelius Honoratus                                                                             |
| суфекти | Марк Віторій Марцелл Marcus Vitorius Marcellus                                                                                   | Гай Цецилій Страбон Gaius Caecilius Strabo                                                                                |
| 106     | Луцій Цейоній Коммод Lucius Ceionius Commodus                                                                                    | Секст Веттулен Цивіка Церіал Sextus Vettulenus Civica Cerialis                                                            |
| суфекти | Луцій Мініцій Натал Lucius Minicius Natalis                                                                                      | Квінт Ліциній Сільван Граніан Квадроній Прокул Quintus Licinius Silvanus Granianus Quadronius Proculus                    |
| 107     | Луцій Ліциній Сура (втретє) Lucius Licinius Sura                                                                                 | Квінт Сосій Сенеціон (вдруге) Quintus Sosius Senecio                                                                      |
| суфект  | Луцій Ацилій Руф Lucius Acilius Rufus                                                                                            | |
| суфекти | Гай Мінуцій Фундан Gaius Minucius Fundanus                                                                                       | Гай Веттенній Север Gaius Vettennius Severus                                                                              |
| суфекти | Гай Юлій Лонгін Gaius Iulius Longinus                                                                                            | Гай Валерій Пауллін Gaius Valerius Paullinus                                                                              |
| 108     | Аппій Анній Требоній Галл Appius Annius Trebonius Gallus                                                                         | Марк Атілій Метілій Брадуа Marcus Atilius Metilius Bradua                                                                 |
| суфекти | Публій Елій Адріан Publius Aelius Hadrianus                                                                                      | Марк Требацій Пріск Marcus Trebatius Priscus                                                                              |
| суфекти | Лустрік Бруттіан Lustricus Bruttianus                                                                                            | Квінт Помпей Фалькон Quintus Pompeius Falco                                                                               |
| 109     | Авл Корнелій Пальма Фронтоніан (вдруге) Aulus Cornelius Palma Frontonianus                                                       | Публій Кальвізій Тулл Рузон Publius Calvisius Tullus Ruso                                                                 |
| суфект  | Луцій Анній Ларг Lucius Annius Largus                                                                                            | |
| суфекти | Гней Антоній Фуск Gnaeus Antonius Fuscus                                                                                         | Гай Антіох Епіфан Філопапп Gaius Iulius Antiochus Epiphanes Philopappus                                                   |
| суфекти | Гай Абурній Валент Gaius Aburnius Valens                                                                                         | Гай Юлій Прокул Gaius Iulius Proculus                                                                                     |
| 110     | Марк Педуцей Присцін Marcus Peducaeus Priscinus                                                                                  | Сервій Корнелій Сципіон Сальвідієн Орфіт Servius Cornelius Scipio Salvidienus Orfitus                                     |
| суфекти | Гай Авідій Нігін Gaius Avidius Niginus                                                                                           | Тіберій Юлій Аквіла Полемен Tiberius Iulius Aquila Polemaeanus                                                            |
| суфекти | Луцій Катілій Север Юліан Клавдій Регин Lucius Catilius Severus Iulianus Claudius Reginus                                        | Гай Еруціан Сілон Gaius Erucianus Silo                                                                                    |
| суфекти | Авл Ларцій Пріск Aulus Larcius Priscus                                                                                           | Секст Марцій Гонорат Sextus Marcius Honoratus                                                                             |
| 111     | Гай Кальпурній Пізон Gaius Calpurnius Piso                                                                                       | Марк Веттій Болан Marcus Vettius Bolanus                                                                                  |
| суфекти | Тіт Авідій Квиет Titus Avidius Quietus                                                                                           | Луцій Егій Марулл Lucius Eggius Marullus                                                                                  |
| суфекти | Луцій Октавій Красс Lucius Octavius Crassus                                                                                      | Публій Целій Аполлінар Publius Coelius Apollinaris                                                                        |
| 112     | Цезар Нерва Траян Август (вшосте) Imp. Caesar Nerva Traianus Augustus                                                            | Тит Секстій Корнелій Африкан Titus Sextius Cornelius Africanus                                                            |
| суфект  | Марк Ліциній Рузон Marcus Licinius Ruso                                                                                          | |
| суфекти | Гней Пінарій Корнелій Север Gnaeus Pinarius Cornelius Severus                                                                    | Луцій Нуммій Нігер Квінт Валерій Вегет Lucius Mummius Niger Quintus Valerius Vegetus                                      |
| суфекти | Публій Стерциній Кварт Publius Stertinius Quartus                                                                                | Тіт Юлій Максим Манліан Врокх Сервіліан Titus Iulius Maximus Manlianus Brocchus Servilianus                               |
| суфекти | Гай Клавдій Север Gaius Claudius Severus                                                                                         | Тіт Сеттидій Фірм Titus Settidius Firmus                                                                                  |
| 113     | Луцій Публілій Цельс (вдруге) Lucius Publilius Celsus                                                                            | Гай Клодій Криспін Gaius Clodius Crispinus                                                                                |
| суфект  | Сервій Корнелій Долабелла Мециліан Помпей Марцелл Servius Cornelius Dolabella Metilianus Pompeius Marcellus                      | |
| суфекти | Луцій Стерциній Норік Lucius Stertinius Noricus                                                                                  | Луцій Фадій Руфін Lucius Fadius Rufinus                                                                                   |
| суфекти | Гней Корнелій Урбік Gnaeus Cornelius Urbicus                                                                                     | Тіт Семпроній Руф Titus Sempronius Rufus                                                                                  |
| 114     | Квінт Нінній Наста Quintus Ninnius Hasta                                                                                         | Публій Манілій Вопіск Віцинілліан Publius Manilius Vopiscus Vicinillianus                                                 |
| суфекти | Гай Клодій Нумм Gaius Clodius Nummus                                                                                             | Луцій Цезенній Сосп Lucius Caesennius Sospes                                                                              |
| суфекти | Луцій Гедій Руф Лолліан Авіцій Lucius Hedius Rufus Lollianus Avitius                                                             | Луцій Мессій Рустік Lucius Messius Rusticus                                                                               |
| 115     | Луцій Віпстан Мессалла Lucius Vipstanus Messalla                                                                                 | Марк Педон Вергіліан Marcus Pedo Vergilianus                                                                              |
| суфекти | Луцій Юлій Фругі Lucius Iulius Frugi                                                                                             | Публій Ювентій Цельс Тіт Ауфідій Геній Северіан Publius Iuventius Celsus Titus Aufidius Hoenius Severianus                |
| суфекти | Марк Помпей Макрін Неот Феофан Marcus Pompeius Macrinus Neos Theophanes                                                          | Тіт Вібій Вар Titus Vibius Varus                                                                                          |
| 116     | Луцій Фунданій Ламія Еліан Lucius Fundanius Lamia Aelianus                                                                       | Секст Карміній Вет Sextus Carminius Vetus                                                                                 |
| суфекти | Тіберій Юлій Секунд Tiberius Iulius Secundus                                                                                     | Марк Еганцій Марцеллін Marcus Egantius Marcellinus                                                                        |
| суфекти | Децим Теренцій Генціан Decimus Terentius Gentianus                                                                               | Луцій Коссоній Галл Lucius Cossonius Gallus                                                                               |
| суфекти | Луцій Статій Аквилия Lucius Statius Aquilia                                                                                      | Гай Олександр Береніціан Gaius Iulius Alexander Berenicianus                                                              |
| 117     | Квінт Аквілій Нігер Quintus Aquilius Niger                                                                                       | Марк Ребіл Апроніан Marcus Rebilus Apronianus                                                                             |
| суфекти | Гней Мініцій Фавстін Gnaeus Minicius Faustinus                                                                                   | Секст Еруцій Клар (у 1-е) Sextus Erucius Clarus                                                                           |
| суфект  | Лусій Квієт Lusius Quietus | |
| 118     | Цезар Траян Адріан Август (вдруге) Imp. Caesar Traianus Hadrianus Augustus                                                       | Гней Фуск Салінатор Gnaeus Pedanius Fuscus Salinator                                                                      |
| суфект  | | Белліцій Тебаніан Bellicius Tebanianus                                                                                    |
| суфекти | Гай Бруттій Презент Луцій Фульвій Рустік Gaius Bruttius Praesens Lucius Fulvius Rusticus                                         | Гай Уммідій Квадрат Серторій Север Gaius Ummidius Quadratus Sertorius Severus                                             |
| суфекти | Луцій Помпоній Басс Lucius Pomponius Bassus                                                                                      | Тіт Сабіній Барбар Titus Sabinius Barbarus                                                                                |
| 119     | Цезар Траян Адріан Август (втретє) Imp. Caesar Traianus Hadrianus Augustus                                                       | Публій Дазумій Рустік Publius Dasumius Rusticus                                                                           |
| суфект  | | Авл Платорій Непот Апоній Італік Манілліан Aulus Platorius Nepos Aponius Italicus Manilianus                              |
| суфекти | Марк Пакцій Сільван Квінт Коредій Галл Гаргілій Антікв Marcus Paccius Silvanus Quintus Goredius Gallus Gargilius Antiquus        | Квінт Вібій Галл Quintus Vibius Gallus                                                                                    |
| суфекти | Гай Геренній Капелла Gaius Herennius Capella                                                                                     | Луцій Целій Руф Lucius Coelius Rufus                                                                                      |
| 120     | Луцій Катілій Север Юліан Клавдій Регін (вдруге) Lucius Catilius Severus Iulianus Claudius Reginus                               | Тіт Аврелій Фульв Бойоній Аррій Антонін Titus Aurelius Fulvus Boionius Arrius Antoninus                                   |
| суфекти | Гай Квінкцій Церт Публіцій Марцелл Gaius Quinctius Certus Publicius Marcellus                                                    | Луцій Рутілій Пропінкв Lucius Rutilius Propinquus                                                                         |
| суфекти | Гай Карміній Галл Gaius Carminius Gallus                                                                                         | Гай Ацилій Серран Gaius Atilius Serranus                                                                                  |
| 121     | Марк Анній Вер (вдруге) Marcus Annius Verus                                                                                      | Гней Аррій Авгур Gnaeus Arrius Augur                                                                                      |
| суфекти | Марк Геренній Фавст Marcus Herennius Faustus                                                                                     | Квінт Помпоній Руф Марцелл Quintus Pomponius Rufus Marcellus                                                              |
| суфекти | Тіт Помпоній Антісціан Фунізулан Веттоніан Titus Pomponius Antistianus Funisulanus Vettonianus                                   | Луцій Помпоній Сільван Lucius Pomponius Silvanus                                                                          |
| суфекти | Марк Статорій Секунд Marcus Statorius Secundus                                                                                   | Луцій Семпроній Мерула Авспікат Lucius Sempronius Merula Auspicatus                                                       |
| 122     | Маній Ацилій Авіола Manius Acilius Aviola                                                                                        | Луцій Кореллій Нерацій Панса Lucius Corellius Neratius Pansa                                                              |
| суфекти | Тіберій Юлій Кандід Капітон Tiberius Iulius Candidus Capito                                                                      | Луцій Вітразій Фламінін Lucius Vitrasius Flamininus                                                                       |
| суфекти | Гай Требій Максим Gaius Trebius Maximus                                                                                          | Тіт Калестрій Тірон Орбій Сперат Titus Calestrius Tiro Orbius Speratus                                                    |
| 123     | Квінт Арцикулей Петін Quintus Articuleius Paetinus                                                                               | Луцій Венулей Апроніан Октавій Пріск Lucius Venuleius Apronianus Octavius Priscus                                         |
| суфекти | Тіт Руфін Мініцій Опіміан Titus Salvius Rufinus Minicius Opimianus                                                               | Гней Сенцій Абурніан Gnaeus Sentius Aburnianus                                                                            |
| 124     | Маній Ацилій Глабріон Manius Acilius Glabrio                                                                                     | Гай Белліцій Флак Торкват Тебаніан Gaius Bellicius Flaccus Torquatus Tebanianus                                           |
| суфекти | Авл Ларцій Македон Aulus Larcius Macedo                                                                                          | Публій Дуценій Верр Publius Ducenius Verres                                                                               |
| суфекти | Гай Юлій Галл Gaius Iulius Gallus                                                                                                | Гай Валерій Север Gaius Valerius Severus                                                                                  |
| 125     | Марк Лоллій Пауллін Децим Валерій Азіатік Сатурнін (вдруге) Marcus Lollius Paullinus Decimus Valerius Asiaticus Saturninus       | Луцій Епідій Тіцій Аквіліан Lucius Epidius Titius Aquilinus                                                               |
| суфекти | Марк Акценна Вер Marcus Accenna Verus                                                                                            | Публій Луцій Косконіан Publius Lucius Cosconianus                                                                         |
| 126     | Марк Анній Вер (втретє) Marcus Annius Verus                                                                                      | Гай Егій Амбібул Gaius Eggius Ambibulus                                                                                   |
| суфект  | Марк Валерій Пропінкв Marcus Valerius Propinquus                                                                                 | |
| суфекти | Луцій Куспій Камерін Lucius Cuspius Camerinus                                                                                    | Гай Сеній Север Gaius Saenius Severus                                                                                     |
| 127     | Тіт Атілій Руф Тіціан Titus Atilius Rufus Titianus                                                                               | Марк Гавій Сквілла Галлікан Marcus Gavius Squilla Gallicanus                                                              |
| суфекти | Публій Туллій Варрон Publius Tullius Varro                                                                                       | Децим Юній Пет Decimus Iunius Paetus                                                                                      |
| суфекти | Квінт Тіней Руф Quintus Tineius Rufus                                                                                            | Марк Ліциній Целер Непот Marcus Licinius Celer Nepos                                                                      |
| суфекти | Луцій Емілій Юнк Lucius Aemilius Iuncus                                                                                          | Гней Фавстін Сескт Юлій Север Gnaeus Minicius Faustinus Sextus Iulius Severus                                             |
| 128     | Луцій Ноній Кальпурній Торкват Аспренат (вдруге) Lucius Nonius Calpurnius Torquatus Asprenas                                     | Марк Анній Лібон Marcus Annius Libo                                                                                       |
| суфект  | Луцій Цезенніан Антонін Lucius Caesennius Antoninus                                                                              | |
| суфекти | Марк Юній Меттій Руф Marcus Iunius Mettius Rufus                                                                                 | Квінт Помпоній Матерн Quintus Pomponius Maternus                                                                          |
| суфекти | Луцій Валерій Флак Lucius Valerius Flaccus                                                                                       | Марк Юній Гомулл Marcus Iunius Homullus                                                                                   |
| суфекти | Авл Егрілій Пларіан Aulus Egrilius Plarianus                                                                                     | Квінт Сард Луцій Варій Амбібул Quintus Planius Sardus Lucius Varius Ambibulus                                             |
| 129     | Публій Ювентій Цельс Тіт Ауфідій Геній Северіан (вдруге) Publius Iuventius Celsus Titus Aufidius Hoenius Severianus              | Луцій Нерацій Марцелл (вдруге) Lucius Neratius Marcellus                                                                  |
| суфект  | | Квінт Юлій Бальб Quintus Iulius Balbus                                                                                    |
| суфекти | Тіберій Юлій Юліан Tiberius Iulius Iulianus                                                                                      | Каст Castus |
| 130     | Квінт Фабій Катуллін Quintus Fabius Catullinus                                                                                   | Марк Флавій Апер Marcus Flavius Aper                                                                                      |
| суфекти | Кассій Агріппа Cassius Agrippa                                                                                                   | Квартін Quartinus |
| 131     | Сергій Октавій Ленат Понтіан Sergius Octavius Laenas Pontianus                                                                   | Марк Антоній Руфін Marcus Antonius Rufinus                                                                                |
| суфекти | Луцій Фабій Галл Lucius Fabius Gallus                                                                                            | Квінт Фабій Юліан Quintus Fabius Iulianus                                                                                 |
| 132     | Гай Юній Серий Авгурін Gaius Iunius Serius Augurinus                                                                             | Гай Требій Сергіан Gaius Trebius Sergianus                                                                                |
| суфект  | Луцій Антоній Альб Lucius Antonius Albus                                                                                         | |
| суфекти | Публій Суфенат Вер Publius Sufenas Verus                                                                                         | Тіберій Клавдій Аттік Герод Tiberius Claudius Atticus Herodes                                                             |
| 133     | Марк Антоній Гибер Marcus Antonius Hiberus                                                                                       | Публій Муммій Сізенна Publius Mummius Sisenna                                                                             |
| суфекти | Квінт Флавій Тертулл Quintus Flavius Tertullus                                                                                   | Квінт Юній Рустік Quintus Iunius Rusticus                                                                                 |
| 134     | Луцій Юлій Урс Сервіан (втретє) Lucius Iulius Ursus Servianus                                                                    | Тіт Вібій Вар Titus Vibius Varus                                                                                          |
| суфект  | Тіт Гатерій Непот Ацінат Проб Публіцій Матеніан Titus Haterius Nepos Atinas Probus Publicius Matenianus                          | |
| суфекти | Публій Ліциній Панса Publius Licinius Pansa                                                                                      | Луцій Аттій Макрон Lucius Attius Macro                                                                                    |
| 135     | Тіт Туцилій Луперк Понтіан Titus Tutilius Lupercus Pontianus                                                                     | Публій Кальпурній Ациліан Publius Calpurnius Atilianus                                                                    |
| суфекти | Марк Мессій Рустік Емілій Пап Marcus Messius Rusticus Aemilius Papus                                                             | Луцій Оптат Лігаріан Lucius Burbuleius Optatus Ligarianus                                                                 |
| суфекти | Квінт Лоллій Урбік Quintus Lollius Urbicus                                                                                       | Ім’я консула невідоме |
| суфекти | Публій Рутілій Фабіан Publius Rutilius Fabianus                                                                                  | Гней Еліан Емілій Тусцілл Gnaeus Papirius Aelianus Aemilius Tuscillus                                                     |
| 136     | Луцій Цейоній Коммод Lucius Ceionius Commodus                                                                                    | Секст Веттулен Цивіка Помпеян Sextus Vettulenus Civica Pompeianus                                                         |
| 137     | Луцій Елій Цезар (вдруге) Lucius Aelius Caesar                                                                                   | Публій Целій Бальбін Вібуллій Пій Publius Coelius Balbinus Vibullius Pius                                                 |
| 138     | Кан Юній Нігер Kanus Iunius Niger                                                                                                | Гай Помпоній Камерін Gaius Pomponius Camerinus                                                                            |
| суфекти | Марк Віндій Вер Marcus Vindius Verus                                                                                             | Публій Пактумей Клемент Publius Pactumeius Clemens                                                                        |
| суфекти | Публій Кассій Секунд Publius Cassius Secundus                                                                                    | Публій Дельфій Перегрін Марк Ноній Муціан Publius Delphius Peregrinus Marcus Nonius Mucianus                              |
| 139     | Цезар Тіт Елій Адріан Антонін Август Пій (вдруге) Imp. Caesar Titus Aelius Hadrianus Antoninus Augustus Pius                     | Гай Бруттій Презент Луцій Фульвій Рустік (вдруге) <Gaius Bruttius Praesens Lucius Fulvius Rusticus                        |
| суфекти | Луцій Мініцій Натал Квадроній Вер Lucius Minicius Natalis Quadronius Verus                                                       | Луцій Клавдій Прокул Корнеліан Lucius Claudius Proculus Cornelianus                                                       |
| суфекти | Тіт Цезерній Квінкціан Titus Caesernius Quinctianus                                                                              | Гай Юлій Скапула Gaius Iulius Scapula                                                                                     |
| суфекти | Марк Цекцій Юстін Marcus Ceccius Iustinus                                                                                        | Гай Юлій Басс Gaius Iulius Bassus                                                                                         |
| 140     | Цезар Тіт Елій Адріан Антонін Август Пій (втретє) Imp. Caesar Titus Aelius Hadrianus Antoninus Augustus Pius                     | Марк Аврелій Цезар Marcus Aurelius Caesar                                                                                 |
| суфекти | Юлій Крассіп Iulius Crassipes | Ім’я консула невідоме |
| суфекти | Марк Барбій Еміліан Marcus Barbius Aemilianus                                                                                    | Тіт Флавій Юліан Titus Flavius Iulianus                                                                                   |
| 141     | Тит Геній Север Titus Hoenius Severus                                                                                            | Марк Педуцей Стлога Присцін Marcus Peducaeus Stloga Priscinus                                                             |
| суфекти | Луцій Анній Фабіан Lucius Annius Fabianus                                                                                        | Тіт Цезерній Стаціан Меммій Макрін Titus Caesernius Statianus Memmius Macrinus                                            |
| 142     | Луцій Куспій Пактумей Руфін Lucius Cuspius Pactumeius Rufinus                                                                    | Луцій Статій Квадрат Lucius Statius Quadratus                                                                             |
| суфекти | Публій Раній Каст Publius Ranius Castus                                                                                          | Ім’я консула невідоме |
| суфекти | Marcus Cornelius Fronto | Луцій Лаберій Пріск Lucius Laberius Priscus                                                                               |
| суфекти | Луцій Тусідій Кампестер Lucius Tusidius Campester                                                                                | Квінт Корнелій Сенеціон Анніан Quintus Cornelius Senecio Annianus                                                         |
| суфекти | Сульпіцій Юліан Sulpicius Iulianus                                                                                               | Ім’я консула невідоме |
| 143     | Гай Белліцій Торкват Gaius Bellicius Torquatus                                                                                   | Луцій Вібуллій Гіппарх Тіберій Клавдій Аттік Герод Lucius Vibullius Hipparchus Tiberius Claudius Atticus Herodes          |
| суфекти | Квінт Юній Калам Quintus Iunius Calamus                                                                                          | Марк Валерій Юніан Marcus Valerius Iunianus                                                                               |
| 144     | Луцій Гедій Руф Лолліан Авіт Lucius Hedius Rufus Lollianus Avitus                                                                | Тіт Стацилій Максим Titus Statilius Maximus                                                                               |
| суфекти | Квінт Мусцій Пріск Quintus Mustius Priscus                                                                                       | Марк Понтій Леліан Ларцій Сабін Marcus Pontius Laelianus Larcius Sabinus                                                  |
| суфекти | Луцій Венулей Апроніан (у 1-е) Lucius Venuleius Apronianus                                                                       | Квінт Лаберій Ліциніан Quintus Laberius Licinianus                                                                        |
| суфекти | Марк Кальпурній Лонг Marcus Calpurnius Longus                                                                                    | Децим Велій Фід Decimus Velius Fidus                                                                                      |
| 145     | Цезар Тіт Елій Адріан Антонін Август Пій (вчетверте) Imp. Caesar Titus Aelius Hadrianus Antoninus Augustus Pius                  | Марк Аврелій Цезар (вдруге) Marcus Aurelius Caesar                                                                        |
| суфекти | Луцій Публікола Пріск Lucius Publicola Priscus                                                                                   | Луцій Плавцій Елій Ламія Сільван Lucius Plautius Aelius Lamia Silvanus                                                    |
| суфекти | Гней Аррій Корнелій Прокул Gnaeus Arrius Cornelius Proculus                                                                      | Децим Юній Пет Decimus Iunius Paetus                                                                                      |
| суфекти | Луцій Петроній Сабін Lucius Petronius Sabinus                                                                                    | Гай Вікрій Руф Gaius Vicrius Rufus                                                                                        |
| суфекти | Гай Фадій Руф Gaius Fadius Rufus                                                                                                 | Публій Вікрій Publius Vicrius                                                                                             |
| 146     | Секст Еруцій Клар (вдруге) Sextus Erucius Clarus                                                                                 | Гней Клавдій Север Арабіан Gnaeus Claudius Severus Arabianus                                                              |
| суфект  | Квінт Модестін Секст Аттій Лабеон Quintus Licinius Modestinus Sextus Attius Labeo                                                | |
| суфекти | Публій Муммій Сізенна Рутіліан Publius Mummius Sisenna Rutilianus                                                                | Тіт Пріферній Пет Titus Prifernius Paetus                                                                                 |
| суфекти | Луцій Аврелій Галл Lucius Aurelius Gallus                                                                                        | Гней Луцій Тереніцій Гомулл Юніор Gnaeus Lucius Terentius Homullus Iunior                                                 |
| суфекти | Квінт Воконій Сакса Фід Quintus Voconius Saxa Fidus                                                                              | Гай Анніан Вер Gaius Annianus Verus                                                                                       |
| суфекти | Луцій Емілій Лонг Lucius Aemilius Longus                                                                                         | Квінт Корнелій Прокул Quintus Cornelius Proculus                                                                          |
| 147     | Гай Прастіна Мессалін Gaius Prastina Messalinus                                                                                  | Луцій Анній Ларг Lucius Annius Largus                                                                                     |
| суфекти | Авл Клавдій Харакс Aulus Claudius Charax                                                                                         | Квінт Фуфіцій Корнут Quintus Fuficius Cornutus                                                                            |
| суфекти | Купрессен Галл Cupressenus Gallus                                                                                                | Квінт Корнелій Квадрат Quintus Cornelius Quadratus                                                                        |
| суфекти | Секст Кокцей Северіан Гонорін Sextus Cocceius Severianus Honorinus                                                               | Тіберій Ліциній Кассій Кассіан Tiberius Licinius Cassius Cassianus                                                        |
| суфект  | | Гай Попілій Кар Педон Gaius Popilius Carus Pedo                                                                           |
| 148     | Луцій Октавій Корнелій Публій Салвій Юліан Еміліан Lucius Octavius Cornelius Publius Salvius Iulianus Aemilianus                 | Гай Белліцій Кальпурній Торкват Gaius Bellicius Calpurnius Torquatus                                                      |
| суфекти | Сатурій Фірм Saturius Firmus | Гай Капітон Gaius Salvius Capito                                                                                          |
| суфекти | Луцій Целій Фест Lucius Coelius Festus                                                                                           | Публій Орфідий Сенеціон Publius Orfidius Senecio                                                                          |
| суфекти | Гай Фабій Агріппін Gaius Fabius Agrippinus                                                                                       | Марк Антоній Зенон Marcus Antonius Zeno                                                                                   |
| 149     | Сервій Корнелій Сципіон Сальвідієн Орфіт Servius Cornelius Scipio Salvidienus Orfitus                                            | Квінт Помпей Сосій Пріск Quintus Pompeius Sosius Priscus                                                                  |
| суфекти | Квінт Пассієн Ліцин Quintus Passienus Licinus                                                                                    | Гай Юлій Авіт Gaius Iulius Avitus                                                                                         |
| суфекти | Тіт Флавій Лонгін Квінт Марцій Турбон Titus Flavius Longinus Quintus Marcius Turbo                                               | Ім’я консула невідоме |
| 150     | Марк Гавій Сквілла Галлікан Marcus Gavius Squilla Gallicanus                                                                     | Секст Карміній Вет Sextus Carminius Vetus                                                                                 |
| суфекти | Марк Кассій Аполлінар Marcus Cassius Apollinaris                                                                                 | Марк Петроній Мамерцін Marcus Petronius Mamertinus                                                                        |
| суфект  | Тіт Помпоній Прокул Вітразій Полліон (у 1-е) Titus Pomponius Proculus Vitrasius Pollio                                           | |
| 151     | Секст Квінтілій Кондіан Sextus Quintilius Condianus                                                                              | Секст Квінтілій Валерій Максим Sextus Quintilius Valerius Maximus                                                         |
| суфекти | Луцій Аттідій Корнеліан Lucius Attidius Cornelianus                                                                              | Марк Коміній Секунд Marcus Cominius Secundus                                                                              |
| суфект  | Публій Сей Фусціан Publius Seius Fuscianus                                                                                       | |
| 152     | Маній Ацилій Глабріон Гней Корнелій Север Manius Acilius Glabrio Gnaeus Cornelius Severus                                        | Марк Валерій Гомул Marcus Valerius Homullus                                                                               |
| суфекти | Луцій Клавдій Модест Lucius Claudius Modestus                                                                                    | Луцій Дазумій Туллій Туск Lucius Dasumius Tullius Tuscus                                                                  |
| суфект  | Публій Суфенат Вер Publius Sufenas Verus                                                                                         | |
| суфекти | Гай Новій Пріск Gaius Novius Priscus                                                                                             | Луцій Юлій Ромул Lucius Iulius Romulus                                                                                    |
| суфекти | Публій Клувій Максим Паулін Publius Cluvius Maximus Paulinus                                                                     | Марк Сервілій Сілан Marcus Servilius Silanus                                                                              |
| 153     | Луцій Фульвій Русцій Гай Бруттій Презент Lucius Fulvius Rusticus Gaius Bruttius Praesens                                         | Авл Юній Руфін Aulus Iunius Rufinus                                                                                       |
| суфекти | Секст Цецилій Максим Sextus Caecilius Maximus                                                                                    | Марк Понтій Сабін Marcus Pontius Sabinus                                                                                  |
| суфекти | Публій Септимій Апер Publius Septimius Aper                                                                                      | Марк Седацій Северіан Marcus Sedatius Severianus                                                                          |
| суфекти | Квінт Петієдій Галл Quintus Petiedius Gallus                                                                                     | Гай Катій Марцелл Gaius Catius Marcellus                                                                                  |
| 154     | Луцій Елій Аврелій Коммод Lucius Aelius Aurelius Commodus                                                                        | Тіт Секстій Латеран Titus Sextius Lateranus                                                                               |
| суфекти | Тіт Пріферній Пет Titus Prifernius Paetus                                                                                        | Марк Ноній Макрін Marcus Nonius Macrinus                                                                                  |
| суфекти | Тіберій Клавдій Юліан Tiberius Claudius Iulianus                                                                                 | Секст Кальпурній Агрікола Sextus Calpurnius Agricola                                                                      |
| суфекти | Гай Юлій Статій Север Gaius Iulius Statius Severus                                                                               | Тіт Юній Север Titus Iunius Severus                                                                                       |
| 155     | Гай Юлій Север Gaius Iulius Severus                                                                                              | Марк Юній Руфін Сабініан Marcus Iunius Rufinus Sabinianus                                                                 |
| суфекти | Гай Ауфідій Вікторін Gaius Aufidius Victorinus                                                                                   | Марк Гавій Marcus Gavius                                                                                                  |
| суфекти | Анцій Полліон Antius Pollio | Мініцій Опіміан Minicius Opimianus                                                                                        |
| суфекти | Децим Рупілій Север Decimus Rupilius Severus                                                                                     | Луцій Юлій Север Lucius Iulius Severus                                                                                    |
| 156     | Марк Цейоній Сільван Marcus Ceionius Silvanus                                                                                    | Гай Серий Авгурін Gaius Serius Augurinus                                                                                  |
| суфекти | Авл Авіллій Урінатій Квадрат Aulus Avillius Urinatius Quadratus                                                                  | Страбон Еміліан Strabo Aemilianus                                                                                         |
| суфекти | Квінт Канузій Пренесцін Quintus Canusius Praenestinus                                                                            | Гай Лузій Спарс Gaius Lusius Sparsus                                                                                      |
| 157     | Марк Веттулен Цивіка Барбар Marcus Vettulenus Civica Barbarus                                                                    | Марк Мецилій Аквілій Регул Непот Волузій Торкват Фронтон Marcus Metilius Aquilius Regulus Nepos Volusius Torquatus Fronto |
| суфекти | Гай Целій Секунд Gaius Caelius Secundus                                                                                          | Гай Юлій Коммод Орфіціан Gaius Iulius Commodus Orfitianus                                                                 |
| 158     | Секст Сульпіцій Тертулл Sextus Sulpicius Tertullus                                                                               | Квінт Тіней Сацерд Клемент Quintus Tineius Sacerdos Clemens                                                               |
| суфекти | Марк Сервілій Фабіан Максим Marcus Servilius Fabianus Maximus                                                                    | Квінт Яллій Басс Quintus Iallius Bassus                                                                                   |
| 159     | Плавцій Квінтілл Lucius Titius Plautius Quintillus                                                                               | Марк Статій Пріск Ліциній Італік Marcus Statius Priscus Licinius Italicus                                                 |
| суфекти | Луцій Матукцій Фусцін Lucius Matuccius Fuscinus                                                                                  | Марк Пісібаній Лепід Marcus Pisibanius Lepidus                                                                            |
| суфекти | Авл Курцій Криспін Аррунціан Aulus Curtius Crispinus Arruntianus                                                                 | Ім’я консула невідоме |
| 160     | Аппій Атілій Анній Брадуа Appius Annius Atilius Bradua                                                                           | Тіт Клодій Вібій Вар Titus Clodius Vibius Varus                                                                           |
| суфекти | Авл Платорий Непот Кальпурніан Aulus Platorius Nepos Calpurnianus                                                                | Марк Постумій Фест Marcus Postumius Festus                                                                                |
| суфект  | | Гай Семтимій Север Gaius Septimius Severus                                                                                |
| суфекти | Ім’я консула невідоме | Цезорій Павло (?)esorius Paullus                                                                                          |
| суфекти | Тіберій Оклацій Север Tiberius Oclatius Severus                                                                                  | Нінній Гасціан Ninnius Hastianus                                                                                          |
| суфекти | Публій Фурій Сатурнін Publius Furius Saturninus                                                                                  | Новій Сабініан Novius Sabinianus                                                                                          |
| 161     | Марк Аврелій Цезар (втретє) Marcus Aurelius Caesar                                                                               | Луцій Елій Аврелій Коммод (вдруге) Lucius Aelius Aurelius Commodus                                                        |
| суфекти | Марк Анній Лібон Marcus Annius Libo                                                                                              | Квінт Камурій Нумізій Юніор Quintus Camurius Numisius Iunior                                                              |
| 162     | Квінт Юній Рустік (вдруге) Quintus Iunius Rusticus                                                                               | Луцій Тіцій Плавцій Аквілін Lucius Titius Plautius Aquilinus                                                              |
| суфекти | Марк Фонтей Фронтініан Луцій Стерциній Руф Marcus Fonteius Frontinianus Lucius Stertinius Rufus                                  | Марк Інстей Віфінік Marcus Insteius Bithynicus                                                                            |
| 163     | Марк Понтій Леліан Marcus Pontius Laelianus                                                                                      | Авл Юній Пастор Луцій Цезенній Сосп Aulus Iunius Pastor Lucius Caesennius Sospes                                          |
| 164     | Марк Помпей Макрін Marcus Pompeius Macrinus                                                                                      | Публій Ювентій Цельс Publius Iuventius Celsus                                                                             |
| суфекти | Тіберій Гатерій Сатурнін Tiberius Haterius Saturninus                                                                            | Квінт Цецилій Авіт Quintus Caecilius Avitus                                                                               |
| 165     | Марк Гавій Орфіт Marcus Gavius Orfitus                                                                                           | Луцій Аррій Пудент Lucius Arrius Pudens                                                                                   |
| 166     | Квінт Сервілій Пудент Quintus Servilius Pudens                                                                                   | Луцій Фуфідий Полліон Lucius Fufidius Pollio                                                                              |
| суфекти | Марк Вібій Ліберал Marcus Vibius Liberalis                                                                                       | Публій Марцій Вер Publius Martius Verus                                                                                   |
| суфект  | Луцій Волузій Меціан Lucius Volusius Maecianus                                                                                   | Марк Клавдій Фронтон Marcus Claudius Fronto                                                                               |
| 167     | Цезар Луцій Аврелій Вер Август (втретє) Imp. Caesar Lucius Aurelius Verus Augustus                                               | Марк Уммідій Квадрат Marcus Ummidius Quadratus                                                                            |
| суфекти | Квінт Цецилій Денціліан Quintus Caecilius Dentilianus                                                                            | Марк Антоній Паллат Marcus Antonius Pallas                                                                                |
| суфекти | Луцій Семпроній Гракх Lucius Sempronius Gracchus                                                                                 | Гней Клавдій Север Gnaeus Claudius Severus                                                                                |
| суфект  | Квінт Антістій Адвент Постумій Quintus Antistius Adventus Postumius                                                              | Секст Корнелій Клемент Sextus Cornelius Clemens                                                                           |
| 168     | Луцій Венулей Апроніан (вдруге) Lucius Venuleius Apronianus                                                                      | Луцій Сергій Павло Lucius Sergius Paullus                                                                                 |
| 169     | Квінт Сенеціон Сосій Пріск Quintus Pompeius Senecio Sosius Priscus                                                               | Публій Целій Апполінаріс Publius Coelius Apollinaris                                                                      |
| 170     | Гай Еруцій Клар Gaius Erucius Clarus                                                                                             | Марк Гавій Корнелій Цетег Marcus Gavius Cornelius Cethegus                                                                |
| суфект  | Тіт Геній Север Titus Hoenius Severus                                                                                            | |
| 171     | Тіт Статілій Север Titus Statilius Severus                                                                                       | Луцій АльФідий Геренниан Lucius Alfidius Herennianus                                                                      |
| 172     | Сервій Сципіон Орфіт Servius Calpurnius Scipio Orfitus                                                                           | Секст Квінтілій Максим Sextus Quintilius Maximus                                                                          |
| 173     | Гней Клавдій Север Gnaeus Claudius Severus                                                                                       | Тіберій Клавдій Помпеян Tiberius Claudius Pompeianus                                                                      |
| суфект  | Маній Ацилій Глабріон Manius Acilius Glabrio                                                                                     | |
| 174     | Луцій Аврелій Галл Lucius Aurelius Gallus                                                                                        | Квінт Волузій Флак Корнеліан Quintus Volusius Flaccus Cornelianus                                                         |
| 175     | Луцій Кальпурній Пізон Lucius Calpurnius Piso                                                                                    | Публій Салвій Юліан Publius Salvius Iulianus                                                                              |
| суфекти | Публій Гельвій Пертінакс Publius Helvius Pertinax                                                                                | Марк Дідій Север Юліан Marcus Didius Severus Iulianus                                                                     |
| суфекти | Публій Корнелій Ануллін Publius Cornelius Anullinus                                                                              | Гай Веттій Сабініан Юлій Хоспет Gaius Vettius Sabinianus Julius Hospes                                                    |
| 176     | Тіт Помпоній Прокул Вітразій Полліон (вдруге) Titus Pomponius Proculus Vitrasius Pollio                                          | Марк Флавій Апер (вдруге) Marcus Flavius Aper                                                                             |
| 177     | Луцій Аврелій Коммод Цезар Lucius Aurelius Commodus Caesar                                                                       | Марк Педуцей Плавцій Квінтілл Marcus Peducaeus Plautius Quintillus                                                        |
| 178     | Сервій Корнелій Сципіон Сальвідієн Орфіт Servius Cornelius Scipio Salvidienus Orfitus                                            | Децим Велій Руф Decimus Velius Rufus                                                                                      |
| 179     | Цезар Луцій Аврелій Коммод Август (вдруге) Imp. Caesar Lucius Aurelius Commodus Augustus                                         | Публій Марцій Вер (вдруге) Publius Martius Verus                                                                          |
| суфекти | Тіт Флавій Клавдіан Titus Flavius Claudianus                                                                                     | Луцій Емілій Юнк Lucius Aemilius Iuncus                                                                                   |
| суфекти | Маній Ацилій Фавстін Manius Acilius Faustinus                                                                                    | Луцій Юлій Прокуліан Lucius Iulius Proculianus                                                                            |
| 180     | Луцій Фульвій Русцій Гай Бруттій Презент (вдруге) Lucius Fulvius Rusticus Gaius Bruttius Praesens                                | Секст Квінтілій Кондіан Sextus Quintilius Condianus                                                                       |
| 181     | Цезар Луцій Аврелій Коммод Август (втретє) Imp. Caesar Lucius Aurelius Commodus Augustus                                         | Луцій Антістій Бурр Lucius Antistius Burrus                                                                               |
| 182     | Марк Петроній Сура Мамерцін Marcus Petronius Sura Mamertinus                                                                     | Квінт Тіней Руф Quintus Tineius Rufus                                                                                     |
| суфекти | Авреліан Aurelianus | Луцій Аттідій Корнеліан Lucius Attidius Cornelianus                                                                       |
| 183     | Цезар Марк Аврелій Коммод Антонін Август (вчетверте) Imp. Caesar Marcus Aurelius Commodus Antoninus Augustus                     | Гай Ауфідій Вікторін Gaius Aufidius Victorinus                                                                            |
| суфект  | Луцій Тутілій Понтіан Генціан Lucius Tutilius Pontianus Gentianus                                                                | |
| суфекти | Марк Геренній Секунд Marcus Herennius Secundus                                                                                   | Марк Егнацій Постум Marcus Egnatius Postumus                                                                              |
| суфекти | Тіт Пакцумей Магн Titus Pactumeius Magnus                                                                                        | Луцій Семтимій Флак Lucius Septimius Flaccus                                                                              |
| 184     | Луцій Коссоній Егій Марулл Lucius Cossonius Eggius Marullus                                                                      | Гней Папірій Еліан Gnaeus Papirius Aelianus                                                                               |
| суфекти | Гай Октавій Віндекс Gaius Octavius Vindex                                                                                        | Ім’я консула невідоме |
| 185     | Триарий Матерн Ласцивій Triarius Maternus Lascivius                                                                              | Тіберій Марк Аппій Атілій Брадуа Регілл Аттік Tiberius Claudius Marcus Appius Atilius Bradua Regillus Atticus             |
| суфекти | Марк Умбрій Прім Marcus Umbrius Primus                                                                                           | Марк Валерій Максиміан Marcus Valerius Maximianus                                                                         |
| 186     | Цезар Марк Аврелій Коммод Антонін Август (вп'яте) Imp. Caesar Marcus Aurelius Commodus Antoninus Augustus                        | Маній Ацилій Глабріон Manius Acilius Glabrio                                                                              |
| суфекти | Луцій Новій Руф Lucius Novius Rufus                                                                                              | Квінт Гедій Руф Лолліан Гентіан Quintus Hedius Rufus Lollianus Gentianus                                                  |
| суфекти | Гай Сабуцій Майор Цециліан Gaius Sabucius Maior Caecilianus                                                                      | Валерій Сенеціон Valerius Senecio                                                                                         |
| 187     | Луцій Бруттій Квінцій Криспін Lucius Bruttius Quintius Crispinus                                                                 | Луцій Росцій Еліан Пакул Lucius Roscius Aelianus Paculus                                                                  |
| 188     | Сей Фусціан (вдруге) Seius Fuscianus                                                                                             | Марк Сервілій Сілан (вдруге) Marcus Servilius Silanus                                                                     |
| 189     | Дідій Сілан Dulius Silanus | Квінт Сервілій Сілан Quintus Servilius Silanus                                                                            |
| 190     | Цезар Марк Аврелій Коммод Антонін Август (вшосте) Imp. Caesar Marcus Aurelius Commodus Antoninus Augustus                        | Марк Петроній Сура Септиміан Marcus Petronius Sura Septimianus                                                            |
| суфекти | Луцій Семтимій Север Lucius Septimius Severus                                                                                    | Аппулей Руфін Apuleius Rufinus                                                                                            |
| 191     | Попілій Педон Апроніан Popilius Pedo Apronianus                                                                                  | Марк Валерій Брадуа Маврік Marcus Valerius Bradua Mauricus                                                                |
| 192     | Цезар Марк Аврелій Коммод Антонін Август (всьоме) Imp. Caesar Marcus Aurelius Commodus Antoninus Augustus                        | Публій Гельвій Пертинакс (вдруге) Publius Helvius Pertinax                                                                |
| суфекти | Квінт Тіней Сацердот Quintus Tineius Sacerdos                                                                                    | Публій Юлій Скапула Пріск Publius Iulius Scapula Priscus                                                                  |
| суфекти | Луцій Юлій Мессала Рутіліан Lucius Iulius Messala Rutilianus                                                                     | Гай Емілій Север Кантабріан Gaius Aemilius Severus Cantabrinus                                                            |
| 193     | Квінт Помпей Сосій Фалькон Quintus Pompeius Sosius Falco                                                                         | Гай Юлій Еруцій Клар Вібіан Gaius Iulius Erucius Clarus Vibianus                                                          |
| суфекти | Луцій Фабій Килон Септимін Катіній Ациліан Лепід Фульциніан Lucius Fabius Cilo Septiminus Catinius Acilianus Lepidus Fulcinianus | Ім’я консула невідоме |
| суфекти | Марк Сілій Мессала Marcus Silius Messalla                                                                                        | Ім’я консула невідоме |
| 194     | Цезар Луцій Семтимій Север Пертинакс Август (вдруге) Imp. Caesar Lucius Septimius Severus Pertinax Augustus                      | Децим Клодій Семтимій Альбін Цезар (вдруге) Decimus Clodius Septimius Albinus Caesar                                      |
| 195     | Публій Юлій Скапула Тертулл Пріск Publius Iulius Scapula Tertullus Priscus                                                       | Квінт Тіней Клемент Quintus Tineius Clemens                                                                               |
| суфект  | Тиберій Клавдій Кандід Tiberius Claudius Candidus                                                                                | |
| 196     | Гай Доміцій Декстер (вдруге) Gaius Domitius Dexter                                                                               | Луцій Валерій Мессала Фрасея Пріск Lucius Valerius Messala Thrasea Priscus                                                |
| 197     | Тіт Секстій Магій Латеран Titus Sextius Magius Lateranus                                                                         | Луцій Куспій Руфін Lucius/Gaius Cuspius Rufinus                                                                           |
| 198     | Публій Марцій Сергій Сатурнін Publius Martius Sergius Saturninus                                                                 | Луцій Аврелій Галл Lucius Aurelius Gallus                                                                                 |
| суфект  | Гай Юлій Авіт Алексіан Gaius Julius Avitus Alexianus                                                                             | Гай Цезоній Макр Руфініан Gaius Caesonius Macer Rufinianus                                                                |
| суфект  | | Квінт Аніцій Фауст Quintus Anicius Faustus                                                                                |
| 199     | Публій Корнелій Ануллін (вдруге) Publius Cornelius Anullinus                                                                     | Марк Ауфідій Фронтон Marcus Aufidius Fronto                                                                               |
| суфект  | Луцій Марій Максим Перпетв Авреліан (у 1-е) Lucius Marius Maximus Perpetuus Aurelianus                                           | |
| 200     | Тіберій Клавдій Север Прокул Tiberius Claudius Severus Proculus                                                                  | Гай Ауфідій Вікторін Gaius Aufidius Victorinus                                                                            |
| суфект  | Гай Юлій Авіт Алексіан Gaius Julius Avitus Alexianus                                                                             | Гай Юлій Аспер Gaius Iulius Asper                                                                                         |

## III століття
| Рік       | Перший консул | Другий консул |
| --------- | --- | --- |
| 201       | Луцій Анній Фабіан Lucius Annius Fabianus                                                                                                 | Марк Ноній Аррій Муціан Marcus Nonius Arrius Mucianus                                                                            |
| 202       | Цезар Луцій Семтимій Север Пертинакс Август (втретє) Imp. Caesar Lucius Septimius Severus Pertinax Augustus                               | Цезар Марк Аврелій Антонін Август Imp. Caesar Marcus Aurelius Antoninus Augustus                                                 |
| суфекти   | Тіт Мурреній Север Titus Murrenius Severus                                                                                                | Гай Кассій Регаліан Gaius Cassius Regallianus                                                                                    |
| 203       | Гай Фульвій Плавціан Gaius Fulvius Plautianus                                                                                             | Публій Семтимій Гета (вдруге) Publius Septimius Geta                                                                             |
| 204       | Луцій Фабій Кілон Септимін Катіній Ацилиан Лепід Фульциніан (вдруге) Lucius Fabius Cilo Septiminus Catinius Acilianus Lepidus Fulcinianus | Анній Флавій Лібон Marcus Annius Flavius Libo                                                                                    |
| 205       | Цезар Марк Аврелій Антонін Август (вдруге) Imp. Caesar Marcus Aurelius Antoninus Augustus                                                 | Публій Семтимій Гета Цезар Publius Septimius Geta Caesar                                                                         |
| 206       | Марк Нуммій Умбрій Прім Сенеціон Альбін Marcus Nummius Umbrius Primus Senecio Albinus                                                     | Фульвій Гавій Нумісій Петроній Еміліан Lucius Fulvius Gavius Numisius Petronius Aemilianus                                       |
| суфекти   | Публій Туллій Марс Publius Tullius Marsus                                                                                                 | Марк Целій Фаустін Marcus Caelius Faustinus                                                                                      |
| 207       | Луцій Анній Максим Lucius Annius Maximus                                                                                                  | Гай Семтимій Север Апр Gaius Septimius Severus Aper                                                                              |
| 208       | Цезар Марк Аврелій Антонін Август (втретє) Imp. Caesar Marcus Aurelius Antoninus Augustus                                                 | Публій Семтимій Гета Цезар (вдруге) Publius Septimius Geta Caesar                                                                |
| 209       | Луцій Аврелій Коммод Помпеян Lucius Aurellius Commodus Pompeianus                                                                         | Квінт Гедій Лолліан Плавцій Авіт Quintus Hedius Lollianus Plautius Avitus                                                        |
| 210       | Маній Ацилій Фаустін Manius Acilius Faustinus                                                                                             | Авл Триарій Руфін Aulus Triarius Rufinus                                                                                         |
| 211       | Гедій Лолліан Терентій Гентіан Hedius Lollianus Terentius Gentianus                                                                       | Помпоній Басс Pomponius Bassus                                                                                                   |
| 212       | Гай Юлій Аспер (вдруге) Gaius Iulius Asper                                                                                                | Гай Юлій Камілл Аспер Gaius Iulius Camilius Asper                                                                                |
| 213       | Цезар Марк Аврелій Антонін Август (вчетверте) Imp. Caesar Marcus Aurelius Antoninus Augustus                                              | Децим Целій Кальвин Бальбін (вдруге) Decimus Caelius Calvinus Balbinus                                                           |
| 214       | Луцій Валерій Мессала Аполлінарій Lucius Valerius Messalla Apollinaris                                                                    | Гай Октавій Аппій Светрій Сабін Gaius Octavius Appius Suetrius Sabinus                                                           |
| суфект    | Еміліан Aemilianus | |
| 215       | Квінт Мецій Лет (вдруге) Quintus Maecius Laetus                                                                                           | Марк Мунацій Сулла Церіалій Marcus Munatius Sulla Cerialis                                                                       |
| 216       | Публій Катій Сабін (вдруге) Publius Catius Sabinus                                                                                        | Публій Корнелій Ануллін Publius Cornelius Anullinus                                                                              |
| 217       | Гай Бруттій Пресент Gaius Bruttius Praesens                                                                                               | Тіт Мессій Екстрикат (вдруге) Titus Messius Extricatus                                                                           |
| 218       | Цезар Марк Опеллій Север Макрін Август Imp. Caesar Marcus Opellius Severus Macrinus Augustus                                              | Марк Оклатіній Адвент (вдруге) Marcus Oclatinius Adventus                                                                        |
| суфект    | Цезар Марк Аврелій Антонін Август Imp. Caesar Marcus Aurelius Antoninus Augustus                                                          | |
| 219       | Цезар Марк Аврелій Антонін Август (вдруге) Imp. Caesar Marcus Aurelius Antoninus Augustus                                                 | Квінт Тіней Сакердот (вдруге) Quintus Tineius Sacerdos                                                                           |
| 220       | Цезар Марк Аврелій Антонін Август (втретє) Imp. Caesar Marcus Aurelius Antoninus Augustus                                                 | Публій Валерій Комазон Евтихіан (вдруге) Publius Valerius Comazon Eutychianus                                                    |
| суфект    | Гай Азіній Лепід Gaius Asinius Lepidus | |
| 221       | Гай Веттій Грат Сабініан Gaius Vettius Gratus Sabinianus                                                                                  | Марк Флавій Вітеллій Селевк Marcus Flavius Vitellius Seleucus                                                                    |
| 222       | Цезар Марк Аврелій Антонін Август (вчетверте) Imp. Caesar Marcus Aurelius Antoninus Augustus                                              | Марк Аврелій Север Олександр Цезар Marcus Aurelius Severus Alexander Caesar                                                      |
| 223       | Луцій Марій Максим Перпетв Авреліан (вдруге) Lucius Marius Maximus Perpetuus Aurelianus                                                   | Луцій Росцій Еліан Пакул Салвій Юліан Lucius Roscius Aelianus Paculus Salvius Iulianus                                           |
| 224       | Аппій Клавдій Юліан (вдруге) Appius Claudius Iulianus                                                                                     | Гай Бруттій Криспін Gaius Bruttius Crispinus                                                                                     |
| 225       | Тіберій Манілій Фуск (вдруге) Tiberius Manilius Fuscus                                                                                    | Сервій Кальпурній Доміцій Декстер Servius Calpurnius Domitius Dexter                                                             |
| 226       | Марк Аврелій Север Олександр Цезар (вдруге) Marcus Aurelius Severus Alexander Caesar                                                      | Гай Ауфідій Марцелл (вдруге) Gaius Aufidius Marcellus                                                                            |
| 227       | Марк Нуммій Сенеціон Альбін Marcus Nummius Senecio Albinus                                                                                | Марк Лелій Фульвій Максим Еміліан Marcus Laelius Fulvius Maximus Aemilianus                                                      |
| 228       | Квінт Айаций Модест Кресцентіан (вдруге) Quintus Aiacius Modestus Crescentianus                                                           | Марк Помпоній Мецій Проб Marcus Pomponius Maecius Probus                                                                         |
| 229       | Марк Аврелій Север Олександр Цезар (втретє) Marcus Aurelius Severus Alexander Caesar                                                      | Луцій Кассій Діон Кокцейян (вдруге) Lucius Cassius Dio Cocceianus                                                                |
| 230       | Луцій Вірій Агрікола Lucius Virius Agricola                                                                                               | Секст Катій Клементін ПрісцІліан Sextus Catius Clementinus Priscillianus                                                         |
| суфект    | Луцій Егнацій Віктор Лолліан Lucius Egnatius Victor Lollianus                                                                             | |
| 231       | Луцій Тіберій Клавдій Помпеян Lucius Tiberius Claudius Pompeianus                                                                         | Тіт Флавій Саллюстій Пелігніан Titus Flavius Sallustius Paelignianus                                                             |
| 232       | Луцій Вірій Луп Юліан Lucius Virius Lupus Iulianus                                                                                        | Луцій Марій Максим Lucius Marius Maximus                                                                                         |
| 233       | Луцій Валерій Клавдій Ацилій Прісциліан Максим Lucius Valerius Claudius Acilius Priscilianus Maximus                                      | Гней Корнелій Патерн Gnaeus Cornelius Paternus                                                                                   |
| 234       | Марк Клодій Пупієн Максим (вдруге) Marcus Clodius Pupienus Maximus                                                                        | Марк Мунацій Сулла Урбан AMarcus Munatius Sulla Urbanus                                                                          |
| 235       | Гней Клавдій Север Gnaeus Claudius Severus                                                                                                | Луцій Тіберій Клавдій Аврелій Квінтіан Lucius Tiberius Claudius Aurelius Quintianus                                              |
| суфект    | Гай Катій Сабін Gaius Catius Sabinus | |
| 236       | Цезар Гай Юлій Вер Максимін Август Imp. Caesar Gaius Iulius Verus Maximinus Augustus                                                      | Марк Пупієн Африкан Marcus Pupienus Africanus                                                                                    |
| 237       | Луцій Марій Перпетв Lucius Marius Perpetuus                                                                                               | Луцій Муммій Фелікс Корнеліан Lucius Mummius Felix Cornelianus                                                                   |
| 238       | Фульвій Пій Fulvius Pius | Понтій Прокул Понтіан Pontius Proculus Pontianus                                                                                 |
| 239       | Цезар Марк Антоній Гордіан Август Imp. Caesar Marcus Antonius Gordianus Augustus                                                          | Маній Ацилій Авіола Manius Acilius Aviola                                                                                        |
| 240       | Гай Октавій Аппій Светрий Сабін Gaius Octavius Appius Suetrius Sabinus                                                                    | Рагоній Венуст Ragonius Venustus                                                                                                 |
| 241       | Цезар Марк Антоній Гордіан Август (вдруге) Imp. Caesar Marcus Antonius Gordianus Augustus                                                 | Клодій Помпеян Clodius Pompeianus                                                                                                |
| суфект    | Луцій Катій Сабін Lucius Catius Sabinus                                                                                                   | |
| 242       | Гай Веттій Грат Аттік Сабініан Gaius Vettius Gratus Atticus Sabinianus                                                                    | Гай Азіній Лепід Претекстат Gaius Asinius Lepidus Praetextatus                                                                   |
| 243       | Луцій Анній Арріан Lucius Annius Arrianus                                                                                                 | Гай Цервоній Пап Gaius Cervonius Papus                                                                                           |
| 244       | Тіберій Полленій Арменій Перегрін Tiberius Pollenius Armenius Peregrinus                                                                  | Фульвій Еміліан Fulvius Aemilianus                                                                                               |
| 245       | Цезар Марк Юлій Філіп Август Imp. Caesar Marcus Iulius Philippus Augustus                                                                 | Гай Месій Тітіан Gaius Maesius Titianus                                                                                          |
| 246       | Гай Бруттій Пресент Gaius Bruttius Praesens                                                                                               | Гай Аллій Альбін Gaius Allius Albinus                                                                                            |
| 247       | Цезар Марк Юлій Філіп Август (вдруге) Imp. Caesar Marcus Iulius Philippus Augustus                                                        | Марк Юлій Север Філіп Цезар Marcus Iulius Severus Philippus Caesar                                                               |
| 248       | Цезар Марк Юлій Філіп Август (втретє) Imp. Caesar Marcus Iulius Philippus Augustus                                                        | Цезар Марк Юлій Север Філіп Август (вдруге) Imp. Caesar Marcus Iulius Severus Philippus Augustus                                 |
| 249       | Луцій Фульвій Гавій Нумізій Еміліан (вдруге) Lucius Fulvius Gavius Numisius Aemilianus                                                    | Луцій Невій Аквілін Lucius Naevius Aquilinus                                                                                     |
| 250       | Цезар Гай Мессій Квінт Траян Децій Август (вдруге) Imp. Caesar Gaius Messius Quintus Traianus Decius Augustus                             | Веттій Грат Vettius Gratus |
| 251       | Цезар Гай Мессій Квінт Траян Децій Август (втретє) Imp. Caesar Gaius Messius Quintus Traianus Decius Augustus                             | Квінт Геренній Етруск Мессій Децій Цезар Gaiso                                                                                   |
| 252       | Цезар Гай Вібій Требоніан Галл Август (вдруге) Imp. Caesar Gaius Vibius Trebonianus Gallus Augustus                                       | Цезар Гай Вібій Афіній Галл Вельдумніан Волузіан Август Imp. Caesar Gaius Vibius Afinius Gallus Veldumnianus Volusianus Augustus |
| 253       | Цезар Гай Вібій Афіній Галл Вельдумніан Волузіан Август (вдруге) Imp. Caesar Gaius Vibius Afinius Gallus Veldumnianus Volusianus Augustus | Луцій Валерій Клавдій Поблікола Бальбін Максим Lucius Valerius Poplicola Balbinus Maximus                                        |
| 254       | Цезар Публій Ліциній Валеріан Август (вдруге) Imp. Caesar Publius Licinius Valerianus Augustus                                            | Цезар Публій Ліциній Егнацій Галліен Август Imp. Caesar Publius Licinius Gallienus Augustus                                      |
| 255       | Цезар Публій Ліциній Валеріан Август (втретє) Imp. Caesar Publius Licinius Valerianus Augustus                                            | Цезар Публій Ліциній Егнацій Галліен Август (вдруге) Imp. Caesar Publius Licinius Gallienus Augustus                             |
| 256       | Луцій Валерій Клавдій Ацилій ПрісцІліан Максим (вдруге) Lucius Valerius Claudius Acilius Priscilianus Maximus                             | Марк Ацилій Глабріон Marcus Acilius Glabrio                                                                                      |
| 257       | Цезар Публій Ліциній Валеріан Август (вчетверте) Imp. Caesar Publius Licinius Valerianus Augustus                                         | Цезар Публій Ліциній Егнацій Галліен Август (втретє) Imp. Caesar Publius Licinius Gallienus Augustus                             |
| 258       | Марк Нуммій Туск Marcus Nummius Tuscus | Муммій Басс Mummius Bassus |
| 259       | Еміліан Aemilianus | Басс Bassus |
| 260       | Публій Корнелій Секуларій (вдруге) Publius Cornelius Saecularis                                                                           | Гай Юній Донат (вдруге) Gaius Iunius Donatus                                                                                     |
| Галлія    | Цезар Марк Кассіаній Латіній Постум Август Imp. Caesar Marcus Cassianius Latinius Postumus Augustus                                       | Гоноратіан (?) Honoratianus |
| 261       | Цезар Публій Ліциній Егнацій Галліен Август (вчетверте) Imp. Caesar Publius Licinius Gallienus Augustus                                   | Луцій Петроній Тавр Волузіан Lucius Petronius Taurus Volusianus                                                                  |
| Галлія    | Цезар Марк Кассіаній Латіній Постум Август (вдруге) Imp. Caesar Marcus Cassianius Latinius Postumus Augustus                              | |
| Схід      | Цезар Фульвій Макріан Август (вдруге) Imp. Caesar Fulvius Macrianus Augustus                                                              | Цезар Фульвій Квіет Август(вдруге) Imp. Caesar Fulvius Quietus Augustus                                                          |
| 262       | Цезар Публій Ліциній Егнацій Галліен Август (вп'яте) Imp. Caesar Publius Licinius Gallienus Augustus                                      | Муммій Фаустіан Mummius Faustianus                                                                                               |
| Галлія    | Цезар Марк Кассіаній Латіній Постум Август (втретє) Imp. Caesar Marcus Cassianius Latinius Postumus Augustus                              | |
| 263       | Нуммій Цейоній Альбін (вдруге) Nummius Ceionius Albinus                                                                                   | Декстер Dexter |
| 264       | Цезар Публій Ліциній Егнацій Галліен Август (вшосте) Imp. Caesar Publius Licinius Gallienus Augustus                                      | Сатурнін Saturninus |
| 265       | Ліциній Валеріан (вдруге) Licinius Valerianus                                                                                             | Луцілл Lucillus |
| 266       | Цезар Публій Ліциній Егнацій Галліен Август (вшосте) Imp. Caesar Publius Licinius Gallienus Augustus                                      | Сабініл Sabinillus |
| 267       | Патерн Paternus | Аркесілай Arcesilaus |
| Галлія    | Цезар Марк Кассіаній Латіній Постум Август (вчетверте) Imp. Caesar Marcus Cassianius Latinius Postumus Augustus                           | Марк Піавоній Вікторін Marcus Piavonius Victorinus                                                                               |
| 268       | Патерн Paternus | Марініан Marinianus |
| 269       | Цезар Марк Аврелій Валерій Клавдій Август Imp. Caesar Marcus Aurelius Claudius Augustus                                                   | Патерн Paternus |
| Галлія    | Цезар Марк Кассіаній Латіній Постум Август (вп'яте) Imp. Caesar Marcus Cassianius Latinius Postumus Augustus                              | |
| 270       | Флавій Антіохіан (вдруге) Flavius Antiochianus                                                                                            | Вірій Орфіт Virius Orfitus |
| 271       | Цезар Луцій Доміцій Авреліан Август Imp. Caesar Lucius Domitius Aurelianus Augustus                                                       | Помпоній Басс (вдруге) Pomponius Bassus                                                                                          |
| 272       | Тіт Флавій Постумій Квіет Titus Flavius Postumius Quietus                                                                                 | Юній Вельдумніан Iunius Veldumnianus                                                                                             |
| Галлія    | Цезар Гай Пій Езувій Тетрик Август Imp. Caesar Gaius Pius Esuvius Tetricus Augustus                                                       | |
| 273       | Авл Цецина Тацит Aulus Cecina Tacitus | Юлій Плацидіан Iulius Placidianus                                                                                                |
| Галлія    | Цезар Гай Пій Езувій Тетрик Август (вдруге) Imp. Caesar Gaius Pius Esuvius Tetricus Augustus                                              | |
| 274       | Цезар Луцій Доміцій Авреліан Август (вдруге) Imp. Caesar Lucius Domitius Aurelianus Augustus                                              | Капітолін Capitolinus |
| Галлія    | Цезар Гай Пій Езувій Тетрик Август (втретє) Imp. Caesar Gaius Pius Esuvius Tetricus Augustus                                              | Гай Пій Езувій Тетрик Цезар Gaius Pius Esuvius Tetricus Caesar                                                                   |
| 275       | Цезар Луцій Доміцій Авреліан Август (втретє) Imp. Caesar Lucius Domitius Aurelianus Augustus                                              | Марцеллін Marcellinus |
| 276       | Цезар Марк Клавдій Тацит Август (вдруге) Imp. Caesar Marcus Claudius Tacitus Augustus                                                     | Еміліан (вдруге) Aemilianus |
| 277       | Цезар Марк Аврелій Проб Август Imp. Caesar Marcus Aurelius Probus Augustus                                                                | Паулін Paulinus |
| 278       | Цезар Марк Аврелій Проб Август (вдруге) Imp. Caesar Marcus Aurelius Probus Augustus                                                       | Вірій Луп (вдруге) Virius Lupus                                                                                                  |
| 279       | Цезар Марк Аврелій Проб Август (втретє) Imp. Caesar Marcus Aurelius Probus Augustus                                                       | Ноній Патерн (вдруге) Quintus Clodius Hermogenianus Olybrius                                                                     |
| 280       | Мессала Messalla | Грат Gratus |
| 281       | Цезар Марк Аврелій Проб Август (вчетверте) Imp. Caesar Marcus Aurelius Probus Augustus                                                    | Гай Юній Тіберіан Gaius Iunius Tiberianus                                                                                        |
| 282       | Цезар Марк Аврелій Проб Август (вп'яте) Imp. Caesar Marcus Aurelius Probus Augustus                                                       | Вікторін Victorinus |
| 283       | Цезар Марк Аврелій Кар Август (вдруге) Imp. Caesar Marcus Aurelius Carus Augustus                                                         | Цезар Марк Аврелій Карін Август Imp. Caesar Marcus Aurelius Carinus Augustus                                                     |
| 284 Захід | Цезар Марк Аврелій Карін Август (вдруге) Imp. Caesar Marcus Aurelius Carinus Augustus                                                     | Цезар Марк Аврелій Нумеріан Август Imp. Caesar Marcus Aurelius Numerianus Augustus                                               |
| суфекти   | Цезар Гай Аврелій Валерій Діоклетіан Август Imp. Caesar Gaius Aurelius Valerius Diocletianus Augustus                                     | Луцій Цезоній Овіній Манлій Руфініан Басс Lucius Caesonius Ovinius Manlius Rufinianus Bassus                                     |
| 285       | Цезар Марк Аврелій Карін Август (втретє) Imp. Caesar Marcus Aurelius Carinus Augustus                                                     | Тіт Клавдій Марк Аврелій Аристобул Titus Claudius Aurelius Aristobulus                                                           |
| суфект    | Цезар Гай Аврелій Валерій Діоклетіан Август (вдруге) Imp. Caesar Gaius Aurelius Valerius Diocletianus Augustus                            | Луцій Публілій Петроній Волузіан Lucius Publilius Petronius Volusianus                                                           |
| 286       | Марк Юній Максим (вдруге) Marcus Iunius Maximus                                                                                           | Веттій Аквілін Vettius Aquilinus                                                                                                 |
| 287       | Цезар Гай Аврелій Валерій Діоклетіан Август (втретє) Imp. Caesar Gaius Aurelius Valerius Diocletianus Augustus                            | Цезар Марк Аврелій Валерій Максиміан Август Imp. Caesar Marcus Aurelius Valerius Maximianus Augustus                             |
| Британія  | Цезар Марк Врелий Караузій Август Imp. Caesar Marcus Aurelius Maus(aeus?) Carausius Augustus                                              | |
| 288       | Цезар Марк Аврелій Валерій Максиміан Август (вдруге) Imp. Caesar Marcus Aurelius Valerius Maximianus Augustus                             | Помпоній Январіан Pomponius Ianuarianus                                                                                          |
| Британія  | Цезар Марк Врелий Караузій Август (вдруге) Imp. Caesar Marcus Aurelius Maus(aeus?) Carausius Augustus                                     | |
| 289       | Луцій Рагоній Квінтиан Lucius Ragonius Quintianus                                                                                         | Марк Магрій Басс Marcus Magrius Bassus                                                                                           |
|           | Марк Умбрій Прім Marcus Umbrius Primus | Тіт Флавій Коеліан Titus Flavius Coelianus                                                                                       |
| 289       | Цейоній Прокул Ceionius Proculus | Гельвій Клемент Helvius Clemens                                                                                                  |
| 289       | Флавій Децим Flavius Decimus | Аніній Максим (A?)ninius Maximus                                                                                                 |
| Британія  | Цезар Марк Аврелій Караузій Август (втретє) Imp. Caesar Marcus Aurelius Maus(aeus?) Carausius Augustus                                    | |
| 290       | Цезар Гай Аврелій Валерій Діоклетіан Август (вчетверте) Imp. Caesar Gaius Aurelius Valerius Diocletianus Augustus                         | Цезар Марк Аврелій Валерій Максиміан Август (втретє) Imp. Caesar Marcus Aurelius Valerius Maximianus Augustus                    |
| Британія  | Цезар Марк Аврелій Караузій Август (вчетверте) Imp. Caesar Marcus Aurelius Maus(aeus?) Carausius Augustus                                 | |
| 291       | Гай Юній Тіберіан (вдруге) Gaius Iunius Tiberianus                                                                                        | Кассій Діон Cassius Dio |
| 292       | Афраній Ганнібаліан Afranius Hannibalianus                                                                                                | Юлій Асклепіодот Iulius Asclepiodotus                                                                                            |
| 293       | Цезар Гай Аврелій Валерій Діоклетіан Август (вп'яте) Imp. Caesar Gaius Aurelius Valerius Diocletianus Augustus                            | Цезар Марк Аврелій Валерій Максиміан Август (вчетверте) Imp. Caesar Marcus Aurelius Valerius Maximianus Augustus                 |
| 294       | Гай Флавій Валерій Констанцій Цезар Flavius Valerius Constantius Caesar                                                                   | Гай Галерій Валерій Максиміан Цезар Gaius Galerius Valerius Maximianus Caesar                                                    |
| 295       | Нуммій Туск Nummius Tuscus | Гай Анній Ануллін Gaius Annius Anullinus                                                                                         |
| 296       | Цезар Гай Аврелій Валерій Діоклетіан Август (вшосте) Imp. Caesar Gaius Aurelius Valerius Diocletianus Augustus                            | Флавій Валерій Констанцій Цезар (вдруге) Flavius Valerius Constantius Caesar                                                     |
| 297       | Цезар Марк Аврелій Валерій Максиміан Август (вп'яте) Imp. Caesar Marcus Aurelius Valerius Maximianus Augustus                             | Гай Галерій Валерій Максиміан Цезар (вдруге) Gaius Galerius Valerius Maximianus Caesar                                           |
| 298       | Марк Юній Цезоній Нікомах Аніцій Фауст Паулін (вдруге) Marcus Iunius Caesonius Nicomachus Anicius Faustus Paulinus                        | Вірій Галл Virius Gallus |
| 299       | Цезар Гай Аврелій Валерій Діоклетіан Август (всьоме) Imp. Caesar Gaius Aurelius Valerius Diocletianus Augustus                            | Цезар Марк Аврелій Валерій Максиміан Август (вшосте) Imp. Caesar Marcus Aurelius Valerius Maximianus Augustus                    |
| 300       | Флавій Валерій Констанцій Цезар (втретє) Flavius Valerius Constantius Caesar                                                              | Гай Галерій Валерій Максиміан Цезар (втретє) Gaius Galerius Valerius Maximianus Caesar                                           |

## IV століття
| 301 | Тіт Флавій Постумій Тітіан (вдруге) Titus Flavius Postumius Titianus                                                                 | Вірій Непоціан Virius Nepotianus | | | | |
| 302 | Гай Флавій Валерій Констанцій Цезар (вчетверте) Flavius Valerius Constantius Caesar                                                  | Гай Галерій Валерій Максиміан Цезар (вчетверте) Gaius Galerius Valerius Maximianus Caesar                                            | | | | |
| 303 | Цезар Гай Аврелій Валерій Діоклетіан Август (увосьме) Imp. Caesar Gaius Aurelius Valerius Diocletianus Augustus                      | Цезар Марк Аврелій Валерій Максиміан Август (всьоме) Imp. Caesar Marcus Aurelius Valerius Maximianus Augustus                        | | | | |
| 304 | Цезар Гай Аврелій Валерій Діоклетіан Август (вдев'яте) Imp. Caesar Gaius Aurelius Valerius Diocletianus Augustus                     | Цезар Марк Аврелій Валерій Максиміан Август (увосьме) Imp. Caesar Marcus Aurelius Valerius Maximianus Augustus                       | | | | |
| 305 | Гай Флавій Валерій Констанцій Цезар (вп'яте) Flavius Valerius Constantius Caesar                                                     | Гай Галерій Валерій Максиміан Цезар (вп'яте) Gaius Galerius Valerius Maximianus Caesar                                               | | | | |
| 306 | Флавій Валерій Констанцій Август (вшосте) Imp. Caesar Flavius Valerius Constantius Augustus                                          | Гай Галерій Валерій Максиміан Август (вшосте) Imp. Caesar Gaius Galerius Valerius Maximianus Augustus                                | | | | |
| 307 | Цезар Гай Галерій Валерій Максиміан Август (всьоме) Imp. Caesar Gaius Galerius Valerius Maximianus Augustus                          | Валерій Галерій Максимін Цезар Galerius Valerius Maximinus Caesar                                                                    | | | | |
| | Цезар Гай Галерій Валерій Максиміан Август (всьоме) Imp. Caesar Gaius Galerius Valerius Maximianus Augustus                          | Флавій Валерій Костянтин Цезар Flavius Valerius Constantinus Caesar                                                                  | | | | |
| | Цезар Марк Аврелій Валерій Максиміан Август (вдев'яте) Imp. Caesar Marcus Aurelius Valerius Maximianus Augustus                      | Флавій Валерій Костянтин Цезар Flavius Valerius Constantinus Caesar                                                                  | | | | |
| | Цезар Флавій Валерій Север Август Imp. Caesar Flavius Valerius Severus Augustus                                                      | Валерій Галерій Максимін Цезар Galerius Valerius Maximinus Caesar                                                                    | | | | |
| 308 | Гай Аврелій Галерій Діоклетіан Август (вдесяте) Gaius Aurelius Valerius Diocletianus Augustus                                        | Цезар Гай Галерій Валерій Максиміан Август (всьоме) Imp. Caesar Gaius Galerius Valerius Maximianus Augustus                          | | | | |
| | Цезар Марк Аврелій Валерій Максенцій Август Imp. Caesar Marcus Aurelius Valerius Maxentius Augustus                                  | Валерій Ромул Valerius Romulus | | | | |
| 309 Захід | Подовження консулату Діоклетіана (вдесяте) та Максиміана (всьоме) Августів Post consulatum Diocletiani X et Maximiani Augusti VII    | Подовження консулату Діоклетіана (вдесяте) та Максиміана (всьоме) Августів Post consulatum Diocletiani X et Maximiani Augusti VII    | Подовження консулату Діоклетіана (вдесяте) та Максиміана (всьоме) Августів Post consulatum Diocletiani X et Maximiani Augusti VII    | Подовження консулату Діоклетіана (вдесяте) та Максиміана (всьоме) Августів Post consulatum Diocletiani X et Maximiani Augusti VII    | Подовження консулату Діоклетіана (вдесяте) та Максиміана (всьоме) Августів Post consulatum Diocletiani X et Maximiani Augusti VII    | Подовження консулату Діоклетіана (вдесяте) та Максиміана (всьоме) Августів Post consulatum Diocletiani X et Maximiani Augusti VII    |
| Рим | Цезар Марк Аврелій Валерій Максенцій Август (вдруге) Imp. Caesar Marcus Aurelius Valerius Maxentius Augustus                         | Валерій Ромул (вдруге) Valerius Romulus                                                                                              | | | | |
| | Цезар Валерій Ліциніан Ліциній Август Imp. Caesar Gaius Valerius Licinianus Licinius Augustus                                        | Флавій Валерій Костянтин Цезар Flavius Valerius Constantinus Caesar                                                                  | | | | |
| 310 Захід | Подовження консулату Діоклетіана (вдесяте) та Максиміана (всьоме) Августів II post consulatum Diocletiani X et Maximiani Augusti VII | Подовження консулату Діоклетіана (вдесяте) та Максиміана (всьоме) Августів II post consulatum Diocletiani X et Maximiani Augusti VII | Подовження консулату Діоклетіана (вдесяте) та Максиміана (всьоме) Августів II post consulatum Diocletiani X et Maximiani Augusti VII | Подовження консулату Діоклетіана (вдесяте) та Максиміана (всьоме) Августів II post consulatum Diocletiani X et Maximiani Augusti VII | Подовження консулату Діоклетіана (вдесяте) та Максиміана (всьоме) Августів II post consulatum Diocletiani X et Maximiani Augusti VII | Подовження консулату Діоклетіана (вдесяте) та Максиміана (всьоме) Августів II post consulatum Diocletiani X et Maximiani Augusti VII |
| Рим | Цезар Марк Аврелій Валерій Максенцій Август (втретє) Imp. Caesar Marcus Aurelius Valerius Maxentius Augustus                         | | | | | |
| Схід | Татій Андронік Tatius Andronicus | Помпей Проб Pompeius Probus | | | | |
| | Цезар Гай Галерій Валерій Максиміан Август (увосьме) Imp. Caesar Gaius Galerius Valerius Maximianus Augustus                         | Цезар Валерій Галерій Максимін Август (вдруге) Imp. Caesar Galerius Valerius Maximinus Augustus                                      | | | | |
| Італія й Африка | Гай Цейоній Руфій Волузіан Gaius Ceionius Rufius Volusianus                                                                          | Арадій Руфін Aradius Rufinus | | | | |
| | Цезар Флавій Валерій Костянтин Август (вдруге) Imp. Caesar Flavius Valerius Constantinus Augustus                                    | Цезар Валерій Ліциніан Ліциній Август (вдруге) Imp. Caesar Gaius Valerius Licinianus Licinius Augustus                               | | | | |
| | Цезар Марк Аврелій Валерій Максенцій Август (вчетверте) Imp. Caesar Marcus Aurelius Valerius Maxentius Augustus                      | | | | | |
| | Валерій Галерій Максимін Цезар (втретє) Galerius Valerius Maximinus Caesar                                                           | Цезар Флавій Валерій Костянтин Август (втретє) Imp. Caesar Flavius Valerius Constantinus Augustus                                    | | | | |
| | Цезар Флавій Валерій Костянтин Август (втретє) Imp. Caesar Flavius Valerius Constantinus Augustus                                    | Цезар Валерій Ліциніан Ліциній Август (втретє) Imp. Caesar Gaius Valerius Licinianus Licinius Augustus                               | | | | |
| 314 | Гай Цейоній Руфій Волузіан (вдруге) Gaius Ceionius Rufius Volusianus                                                                 | Петроній Анніан Petronius Annianus                                                                                                   | | | | |
| 315 | Цезар Флавій Валерій Костянтин Август (вчетверте) Imp. Caesar Flavius Valerius Constantinus Augustus                                 | Цезар Валерій Ліциніан Ліциній Август (вчетверте) Imp. Caesar Gaius Valerius Licinianus Licinius Augustus                            | | | | |
| 316 | Антоній Цецина Сабін Antonius Caecina Sabinus                                                                                        | Гай Веттій Коссіній Руфін Vettius Rufinus                                                                                            | | | | |
| 317 | Овіній Галлікан Ovinius Gallicanus                                                                                                   | Цезоній Басс Caesonius Bassus | | | | |
| 318 | Цезар Валерій Ліциніан Ліциній Август (вп'яте) Imp. Caesar Gaius Valerius Licinianus Licinius Augustus                               | Флавій Юлій Крисп Цезар Flavius Iulius Crispus Caesars                                                                               | | | | |
| 319 | Цезар Флавій Валерій Костянтин Август (вп'яте) Imp. Caesar Flavius Valerius Constantinus Augustus                                    | Валерій Ліциніан Ліциній Цезар Valerius Licinianus Licinius Caesar                                                                   | | | | |
| 320 | Цезар Флавій Валерій Костянтин Август (вшосте) Imp. Caesar Flavius Valerius Constantinus Augustus                                    | Флавій Клавдій Костянтин Цезар Flavius Claudius Constantinus Caesar                                                                  | | | | |
| 321 Захід | Флавій Юлій Крисп Цезар (вдруге) Flavius Iulius Crispus Caesars                                                                      | Флавій Клавдій Костянтин Цезар (вдруге) Flavius Claudius Constantinus Caesar                                                         | | | | |
| Схід | Цезар Валерій Ліциніан Ліциній Август (вшосте) Imp. Caesar Gaius Valerius Licinianus Licinius Augustus                               | Валерій Ліциніан Ліциній Цезар (вдруге) Valerius Licinianus Licinius Caesar                                                          | | | | |
| 322 Захід | Петроній Пробіан Petronius Probianus                                                                                                 | Амній Аніцій Юліан Amnius Anicius Iulianus                                                                                           | | | | |
| Подовження консулату Ліцинія Августа (вшосте) та Ліцинія Цезаря (вдруге) Post consulatum Licinii Augusti VI et Licinii Caesaris II | | | | | | |
| 323 Захід | Ацилій Север Acilius Severus | Веттій Руфін Vettius Rufinus | | | | |
| Схід | Ліциній Август (вшосте) та Ліциній Цезар (вдруге) II post consulatum Licinii Augusti VI et Licinii Caesaris II                       | Ліциній Август (вшосте) та Ліциній Цезар (вдруге) II post consulatum Licinii Augusti VI et Licinii Caesaris II                       | Ліциній Август (вшосте) та Ліциній Цезар (вдруге) II post consulatum Licinii Augusti VI et Licinii Caesaris II                       | Ліциній Август (вшосте) та Ліциній Цезар (вдруге) II post consulatum Licinii Augusti VI et Licinii Caesaris II                       | Ліциній Август (вшосте) та Ліциній Цезар (вдруге) II post consulatum Licinii Augusti VI et Licinii Caesaris II                       | Ліциній Август (вшосте) та Ліциній Цезар (вдруге) II post consulatum Licinii Augusti VI et Licinii Caesaris II                       |
| 324 Захід | Флавій Юлій Крисп Цезар (втретє) Flavius Iulius Crispus Caesars                                                                      | Флавій Клавдій Костянтин Цезар (втретє) Flavius Claudius Constantinus Caesar                                                         | | | | |
| | Флавій Юлій Крисп Цезар (втретє) Flavius Iulius Crispus Caesars                                                                      | Флавій Клавдій Костянтин Цезар (втретє) Flavius Claudius Constantinus Caesar                                                         | | | | |
| 325 | Валерій Прокул Valerius Proculus | Секст Аніцій Фауст Паулін Sextus Anicius Faustus Paulinus                                                                            | | | | |
| суфект | Юлій Юліан Ionius Iulianus | | | | | |
| 326 | Цезар Флавій Валерій Костянтин Август (всьоме)<                                                                                      | Флавій Юлій Констанцій Цезар Flavius Iulius Constantius Caesar                                                                       | | | | |
| 327 | Флавій Констанцій Flavius Constantius                                                                                                | Валерій Максим Valerius Maximus | | | | |
| | Флавій Январін Flavius Ianuarinus | Веттій Юст Vettius Iustus | | | | |
| 329 | Цезар Флавій Валерій Костянтин Август (увосьме) Imp. Caesar Flavius Valerius Constantinus Augustus                                   | Флавій Клавдій Костянтин Цезар (вчетверте) Flavius Claudius Constantinus Caesar                                                      | | | | |
| 330 | Флавій Галлікан Flavius Gallicanus                                                                                                   | Аврелій Валерій Тулліан Сіммах Aurelius Valerius Tullianus Symmachus                                                                 | | | | |
| 331 | Юній Анній Басс Iunius Annius Bassus                                                                                                 | Флавій Аблабій Flavius Ablabius | | | | |
| 332 | Луцій Папій Пакаціан Lucius Papius Pacatianus                                                                                        | Мецилій Гіларіан Mecilius Hilarianus                                                                                                 | | | | |
| 333 | Флавій Юлій Далмацій Flavius Iulius Dalmatius                                                                                        | Доміцій Зенофіл Domitius Zenophilus                                                                                                  | | | | |
| 334 | Флавій Оптат Flavius Optatus | Амній Маній Цезоній Нікомах Аніцій Паулін Гонорій Amnius Manius Caesonius Nicomachus Anicius Paulinus                                | | | | |
| 335 | Флавій Юлій Констанцій Flavius Iulius Constantius                                                                                    | Цейоній Руфій Альбін Caeionius Rufius Albinus                                                                                        | | | | |
| 336 | Вірій Непоціан Virius Nepotianus | Теттій Факунд Tettius Facundus | | | | |
| 337 | Флавій Феліціан Flavius Felicianus                                                                                                   | Фабій Тіціан Fabius Titianus | | | | |
| 338 | Флавій Урс Flavius Ursus | Флавій Полемій Flavius Polemius | | | | |
| 339 | Цезар Флавій Юлій Констанцій Август (вдруге) Imp. Caesar Flavius Iulius Constantius Augustus                                         | Цезар Флавій Юлій Констант Август Imp. Caesar Flavius Iulius Constans Augustus                                                       | | | | |
| 340 | Семтимій Ациндін Septimius Acindynus                                                                                                 | Луцій Арадій Валерій Прокул Lucius Aradius Valerius Proculus                                                                         | | | | |
| 341 | Флавій Антоній Марцеллін Flavius Antonius Marcellinus                                                                                | Петроній Пробін Petronius Probinus                                                                                                   | | | | |
| 342 | Цезар Флавій Юлій Констанцій Август (втретє) Imp. Caesar Flavius Iulius Constantius Augustus                                         | Цезар Флавій Юлій Констант Август (вдруге) Imp. Caesar Flavius Iulius Constans Augustus                                              | | | | |
| 343 | Марк Мецій Муммій Фурій Бабурій Цециліан Плацід Marcus Maecius Memmius Furius Baburius Caecilianus Placidus                          | Флавій Ромул Flavius Romulus | | | | |
| 344 Захід | Флавій Доміцій Леонтій Flavius Domitius Leontius                                                                                     | Флавій Боноз Flavius Bonosus | | | | |
| | | Флавій Юлій Саллюстій Flavius Iulius Sallustius                                                                                      | | | | |
| Схід | Флавій Доміцій Леонтій Flavius Domitius Leontius                                                                                     | Флавій Юлій Саллюстій Flavius Iulius Sallustius                                                                                      | | | | |
| 345 | Флавій Амантій Flavius Amantius | Марк Нуммій Альбін Тритуррій Marcus Nummius Albinus Triturrius                                                                       | | | | |
| 346 Захід | Подолження консулату Амантія та Альбіна Post consulatum Amanti et Albini                                                             | Подолження консулату Амантія та Альбіна Post consulatum Amanti et Albini                                                             | Подолження консулату Амантія та Альбіна Post consulatum Amanti et Albini                                                             | Подолження консулату Амантія та Альбіна Post consulatum Amanti et Albini                                                             | Подолження консулату Амантія та Альбіна Post consulatum Amanti et Albini                                                             | Подолження консулату Амантія та Альбіна Post consulatum Amanti et Albini                                                             |
| Схід | Цезар Флавій Юлій Констанцій Август (вчетверте) Imp. Caesar Flavius Iulius Constantius Augustus                                      | Цезар Флавій Юлій Констант Август (втретє) Imp. Caesar Flavius Iulius Constans Augustus                                              | | | | |
| 347 | Вулкацій Руфін Vulcacius Rufinus | Флавій Евсевій Flavius Eusebius | | | | |
| 348 | Флавій Філіп Flavius Philippus | Флавій Салія Flavius Salia | | | | |
| 349 | Ульпій Ліменій Ulpius Limenius | Аконій Катуллін Філоматій Aconius Catullinus Philomathius                                                                            | | | | |
| 350 | Флавій Сергій Flavius Sergius | Флавій Нігрініан Flavius Nigrinianus                                                                                                 | | | | |
| 351 Захід | Цезар Флавій Магн Магненцій Август Imp. Caesar Magnus Magnentius Augustus                                                            | Гаізон Gaiso | | | | |
| Схід | Подолження консулату Сергія та Нігрініана Post consulatum Sergii et Nigriniani                                                       | Подолження консулату Сергія та Нігрініана Post consulatum Sergii et Nigriniani                                                       | Подолження консулату Сергія та Нігрініана Post consulatum Sergii et Nigriniani                                                       | Подолження консулату Сергія та Нігрініана Post consulatum Sergii et Nigriniani                                                       | Подолження консулату Сергія та Нігрініана Post consulatum Sergii et Nigriniani                                                       | Подолження консулату Сергія та Нігрініана Post consulatum Sergii et Nigriniani                                                       |
| 352 Захід | Магн Децензій Цезар Magnus Decentius Caesar                                                                                          | Павло Paulus | | | | |
| Схід | Цезар Флавій Юлій Констанцій Август (вп'яте) Imp. Caesar Flavius Iulius Constantius Augustus                                         | Флавій Клавдій Констанцій Цезар Flavius Claudius Constantius Caesar                                                                  | | | | |
| Цезар Флавій Юлій Констанцій Август (вшосте) Imp. Caesar Flavius Iulius Constantius Augustus                                       | Флавій Клавдій Констанцій Цезар (вдруге) Flavius Claudius Constantius Caesar                                                         | | | | | |
| 354 | Цезар Флавій Юлій Констанцій Август (всьоме) Imp. Caesar Flavius Iulius Constantius Augustus                                         | Флавій Клавдій Констанцій Цезар (втретє) Flavius Claudius Constantius Caesar                                                         | | | | |
| 355 | Флавій Арбіціон Fllavius Arbitio | Квінт Флавій Месий Егнацій Лолліан Quintus Flavius Maesius Egnatius Lollianus                                                        | | | | |
| 356 | Цезар Флавій Юлій Констанцій Август (увосьме) Imp. Caesar Flavius Iulius Constantius Augustus                                        | Флавій Клавдій Юліан Цезар Flavius Claudius Iulianus Caesar                                                                          | | | | |
| 357 | Цезар Флавій Юлій Констанцій Август (вдев'яте) Imp. Caesar Flavius Iulius Constantius Augustus                                       | Флавій Клавдій Юліан Цезар (вдруге) Flavius Claudius Iulianus Caesar                                                                 | | | | |
| 358 | Цензорій Даціан Censorius Datianus                                                                                                   | Нерацій Цереал Naeratius Cerealis | | | | |
| 359 | Флавій Євсебій Flavius Eusebius | Флавій Гіпатій Flavius Hypatius | | | | |
| 360 | Цезар Флавій Юлій Констанцій Август (вдесяте) Imp. Caesar Flavius Iulius Constantius Augustus                                        | Флавій Клавдій Юліан Цезар (втретє) Flavius Claudius Iulianus Caesar                                                                 | | | | |
| 361 | Флавій Тавр Flavius Taurus | Флавій Флоренцій Flavius Florentius                                                                                                  | | | | |
| 362 | Клавдій Мамерцін Claudius Mamertinus                                                                                                 | Флавій Невітта Flavius Nevitta | | | | |
| 363 | Цезар Флавій Клавдій Юліан Август (вчетверте) Imp. Caesar Flavius Claudius Iulianus Augustus                                         | Флавій Саллюстій Flavius Sallustius                                                                                                  | | | | |
| 364 | Цезар Флавій Іовіан Август Imp. Caesar Flavius Iovianus Augustus                                                                     | Флавій Варрониан Flavius Varronianus                                                                                                 | | | | |
| 365 | Цезар Флавій Валентиніан Август Imp. Caesar Flavius Valentinianus Augustus                                                           | Цезар Флавій Валент Август Imp. Caesar Flavius Valens Augustus                                                                       | | | | |
| 366 | Флавій Граціан Flavius Gratianus | Дагалайф Dagalaifus | | | | |
| 367 | Флавій Лупіцін Flavius Lupicinus | Флавій Іовін Flavius Iovinus | | | | |
| 368 | Цезар Флавій Валентиніан Август (вдруге) Imp. Caesar Flavius Valentinianus Augustus                                                  | Цезар Флавій Валент Август (вдруге) Imp. Caesar Flavius Valens Augustus                                                              | | | | |
| 369 | Флавій Валентиніан Галат Flavius Valentinianus Galates                                                                               | Флавій Віктор Flavius Victor | | | | |
| 370 | Цезар Флавій Валентиніан Август (втретє) Imp. Caesar Flavius Valentinianus Augustus                                                  | Цезар Флавій Валент Август (втретє) Imp. Caesar Flavius Valens Augustus                                                              | | | | |
| 371 | Цезар Флавій Граціан Август (вдруге) Imp. Caesar Flavius Gratianus Augustus                                                          | Секст Клавдій Петроній Проб Sextus Claudius Petronius Probus                                                                         | | | | |
| 372 | Доміцій Модест Domitius Modestus | Флавій Арінфей Flavius Arintheus | | | | |
| 373 | Цезар Флавій Валентиніан Август (вчетверте) Imp. Caesar Flavius Valentinianus Augustus                                               | Цезар Флавій Валент Август (вчетверте) Imp. Caesar Flavius Valens Augustus                                                           | | | | |
| 374 | Цезар Флавій Граціан Август (втретє) Imp. Caesar Flavius Gratianus Augustus                                                          | Флавій Еквіцій Flavius Equitius | | | | |
| 375 | Цезар Флавій Граціан Август (втретє) Imp. Caesar Flavius Gratianus Augustus                                                          | Флавій Еквіцій Flavius Equitius | | | | |
| 376 | Цезар Флавій Валент Август (вп'яте) Imp. Caesar Flavius Valens Augustus                                                              | Цезар Флавій Валентиніан Молодший Август Imp. Caesar Valentinianus Iunior Augustus                                                   | | | | |
| 377 | Цезар Флавій Граціан Август (вчетверте) Imp. Caesar Flavius Gratianus Augustus                                                       | Флавій Меробавд Flavius Merobaudes                                                                                                   | | | | |
| 378 | Цезар Флавій Валент Август (вшосте) Imp. Caesar Flavius Valens Augustus                                                              | Цезар Флавій Валентиніан Молодший Август (вдруге) Imp. Caesar Valentinianus Iunior Augustus                                          | | | | |
| 379 | Децим Магн Авзоній Decimius Magnus Ausonius                                                                                          | Квінт Клодій Гермогеніан Олібрій Quintus Clodius Hermogenianus Olybrius                                                              | | | | |
| 380 | Цезар Флавій Граціан Август (вп'яте) Imp. Caesar Flavius Gratianus Augustus                                                          | Цезар Флавій Феодосій Август Imp. Caesar Flavius Theodosius Augustus                                                                 | | | | |
| 381 | Флавій Сіагрій Flavius Syagrius | Флавій Евхерій Flavius Eucherius | | | | |
| 382 | Флавій Клавдій Антоній Flavius Claudius Antonius                                                                                     | Флавій Афраній Сіагрій Flavius Afranius Syagrius                                                                                     | | | | |
| 383 | Цезар Флавій Феодосій Август Imp. Caesar Flavius Theodosius Augustus                                                                 | Флавій Меробавд (вдруге) Flavius Merobaudes                                                                                          | | | | |
| або | Флавій Меробавд (вдруге) Flavius Merobaudes                                                                                          | Флавій Сатурнін Flavius Saturninus                                                                                                   | | | | |
| 384 | Цезар Флавій Магн Максим Август Imp. Caesar Magnus Maximus Augustus                                                                  | | | | | |
| Рим та Схід | Флавій Рікомер Flavius Ricomer | Флавій Клеарх Flavius Clearchus | | | | |
| 385 | Цезар Флавій Аркадій Август Imp. Caesar Flavius Arcadius Augustus                                                                    | Флавій Бавтон Flavius Bauto | | | | |
| 386 | Флавій Гонорій Flavius Honorius | Флавій Еводій Flavius Euodius | | | | |
| 387 | Цезар Флавій Валентиніан Молодший Август (втретє) Imp. Caesar Valentinianus Iunior Augustus                                          | Флавій Євтропій Flavius Eutropius | | | | |
| 388 Захід | Цезар Флавій Магн Максим Август Imp. Caesar Magnus Maximus Augustus                                                                  | | | | | |
| Схід | Цезар Флавій Феодосій Август (вдруге) Imp. Caesar Flavius Theodosius Augustus                                                        | Матерн Кінегій Maternus Cynegius | | | | |
| 389 | Флавій Тімасій Flavius Timasius | Флавій Промот Flavius Promotus | | | | |
| 390 | Цезар Флавій Валентиніан Молодший Август (втретє) Imp. Caesar Valentinianus Iunior Augustus                                          | Флавій Неотерій Flavius Neoterius | | | | |
| 391 | Флавій Евтолмій Татіан Flavius Eutolmius Tatianus                                                                                    | Квінт Аврелій Сіммах Quintus Aurelius Symmachus                                                                                      | | | | |
| 392 | Цезар Флавій Аркадій Август (вдруге) Imp. Caesar Flavius Arcadius Augustus                                                           | Флавій Руфін Flavius Rufinus | | | | |
| 393 Захід | Цезар Флавій Феодосій Август (втретє) Imp. Caesar Flavius Theodosius Augustus                                                        | Цезар Флавій Евгеній Август Imp. Caesar Flavius Eugenius Augustus                                                                    | | | | |
| Схід | Цезар Флавій Феодосій Август (втретє) Imp. Caesar Flavius Theodosius Augustus                                                        | Флавій Абунданцій Flavius Abundantius                                                                                                | | | | |
| 394 Захід | | Вірій Нікомах Флавіан Virius Nicomachus Flavianus                                                                                    | | | | |
| Схід | Цезар Флавій Аркадій Август (втретє) Imp. Caesar Flavius Arcadius Augustus                                                           | Цезар Флавій Гонорій Август (вдруге) Imp. Caesar Flavius Honorius Augustus                                                           | | | | |
| 395 | Флавій Аніцій Гермогеніан Олібрій Flavius Anicius Hermogenianus Olybrius                                                             | Флавій Аніцій Пробін Flavius Anicius Probinus                                                                                        | | | | |
| У 395 році імперія остаточно поділена, один консул призначається на Сході (С), один — на Заході (З).                               | | | | | | |
| | Перший конул | Другий консул | | | | |
| 396 | Цезар Флавій Аркадій Август (вчетверте) (С) Imp. Caesar Flavius Arcadius Augustus                                                    | Цезар Флавій Гонорій Август (в 3-й раз) (З) Imp. Caesar Flavius Honorius Augustus                                                    | | | | |
| 397 | Флавій Цезарій (С) Flavius Caesarius                                                                                                 | Ноній Аттік (З) Nonius Atticus | | | | |
| 398 | Цезар Флавій Гонорій Август (вчетверте) (З) Imp. Caesar Flavius Honorius Augustus                                                    | Флавій Евтіхіан (С) Fllavius Eutychianus                                                                                             | | | | |
| 399 Захід | | Флавій Маллій Феодор Flavius Mallius Theodorus                                                                                       | | | | |
| Схід | Євтропій (С) Eutropius | Флавій Маллій Феодор (З) Flavius Mallius Theodorus                                                                                   | | | | |
| 400 Захід | Флавій Стіліхон (З) Flavius Stilicho                                                                                                 | | | | | |
| Схід | Флавій Стіліхон Flavius Stilicho | Флавій Авреліан (С) Flavius Aurelianus                                                                                               | | | | |

## V століття
| Рік       | Перший консул | Другий консул |
| --------- | --- | --- |
| 401       | Флавій Вінцентій (З) Flavius Vincentius                                                                            | Флавій Фравітта (С) Flavius Fravitta                                                                               |
| 402       | Цезар Флавій Аркадій Август (в 5-й раз) (С) Imp. Caesar Flavius Arcadius Augustus                                  | Цезар Флавій Гонорій Август (в 5-й раз) (З) Imp. Caesar Flavius Honorius Augustus                                  |
| 403       | Цезар Флавій Феодосій Август (В) Imp. Caesar Flavius Theodosius Augustus                                           | Флавій Руморід (З) Flavius Rumoridus                                                                               |
| 404 Захід | Цезар Флавій Гонорій Август (вшосте) (З) Imp. Caesar Flavius Honorius Augustus                                     | |
| Схід      | Цезар Флавій Гонорій Август (вшосте) (З) Imp. Caesar Flavius Honorius Augustus                                     | Аристенет (С) Aristaenetus                                                                                         |
| 405       | Флавій Стіліхон (вдруге) (З) Flavius Stilicho                                                                      | Флавій Анфемій (С) Flavius Anthemius                                                                               |
| 406       | Цезар Флавій Аркадій Август (вшосте) (С) Imp. Caesar Flavius Arcadius Augustus                                     | Флавій Аніцій Петроній Проб (З) Flavius Anicius Petronius Probus                                                   |
| 407       | Цезар Флавій Гонорій Август (всьоме) (З) Imp. Caesar Flavius Honorius Augustus                                     | Цезар Флавій Феодосій Август (вдруге) (В) Imp. Caesar Flavius Theodosius Augustus                                  |
| 408       | Аніцій Авхеній Басс (З) Anicius Auchenius Bassus                                                                   | Флавій Філіп (С) Flavius Philippus                                                                                 |
| 409       | Цезар Флавій Гонорій Август (увосьме) (З) Imp. Caesar Flavius Honorius Augustus                                    | Цезар Флавій Феодосій Август (в 3-й раз) (В) Imp. Caesar Flavius Theodosius Augustus                               |
| Галлія    | Цезар Флавій Гонорій Август (увосьме) Imp. Caesar Flavius Honorius Augustus                                        | Цезар Флавій Клавдій Костянтин Август Imp. Caesar Flavius Claudius Constantinus Augustus                           |
| 410 Захід | Подовження консулату Гонорія (увосьме) та Феодосія Августів Post consulatum Honorii VIII et Theodosii III Augustii | Подовження консулату Гонорія (увосьме) та Феодосія Августів Post consulatum Honorii VIII et Theodosii III Augustii |
|           | Варан (С) Varanes                                                                                                  | |
| Рим       | Тертулл Tertullus                                                                                                  | |
| Схід      | Варан (С) Varanes                                                                                                  | |
| 411 Захід | Подовження консулату Варана post consulatum Varanae                                                                | |
|           | | Цезар Флавій Феодосій Август (вчетверте) (В) Imp. Caesar Flavius Theodosius Augustus                               |
| Схід      | Цезар Флавій Гонорій Август (вдев'яте) Imp. Caesar Flavius Honorius Augustus                                       | Цезар Флавій Феодосій Август (вчетверте) (В) Imp. Caesar Flavius Theodosius Augustus                               |
| 412 Захід | Цезар Флавій Гонорій Август (вдев'яте) Imp. Caesar Flavius Honorius Augustus                                       | Цезар Флавій Феодосій Август (в 5-й раз) (В) Imp. Caesar Flavius Theodosius Augustus                               |
| Схід      | Цезар Флавій Феодосій Август (в 5-й раз) (В) Imp. Caesar Flavius Theodosius Augustus                               | |
| 413 Захід | Геракліан Heraclianus                                                                                              | |
| Схід      | Флавій Луцій Flavius Lucius                                                                                        | |
| 414       | Флавій Констанцій (З) Flavius Constantius                                                                          | Флавій Констант(С) Flavius Constans                                                                                |
| 415       | Цезар Флавій Гонорій Август (вдесяте) (З) Imp. Caesar Flavius Honorius Augustus                                    | Цезар Флавій Феодосій Август (вшосте) (В) Imp. Caesar Flavius Theodosius Augustus                                  |
| 416       | Цезар Феодосій Август (всьоме) (В) Imp. CaesarFlavius Theodosius Augustus                                          | Флавій Юній Кварт Палладій (З) Flavius Iunius Quartus Palladius                                                    |
| 417       | Цезар Флавій Гонорій Август (водинадцяте) (З) Imp. Caesar Flavius Honorius Augustus                                | Флавій Констанцій (вдруге) (З) Flavius Constantius                                                                 |
| 418       | Цезар Флавій Гонорій Август (вдванадцяте) (З) Imp. Caesar Flavius Honorius Augustus                                | Цезар Феодосій Август (увосьме) (В) Imp. Caesar Flavius Theodosius Augustus                                        |
| 419       | Флавій Монаксій (С) Flavius Monaxius                                                                               | Флавій Плінта (В) Flavius Plinta                                                                                   |
| 420       | Цезар Феодосій Август (вдев'яте) (В) Imp. Caesar Flavius Theodosius Augustus                                       | Флавій Констанцій (втретє) (З) Flavius Constantius                                                                 |
| 421 Захід | Флавій Юлій Агрікола (З) Flavius Julius Agricola                                                                   | Флавій Евстафій (С) Flavius Eustathius                                                                             |
| Схід      | Флавій Евстафій (С) Flavius Eustathius                                                                             | Флавій Юлій Агрікола (З) Flavius Julius Agricola                                                                   |
| 422       | Цезар Флавій Гонорій Август (в 13-й раз) (З) Imp. Caesar Flavius Honorius Augustus                                 | Цезар Феодосій Август (вдесяте) (В) Imp. Caesar Flavius Theodosius Augustus                                        |
| 423 Захід | Флавій Авіт Мариніан (З) Flavius Avitus Marinianus                                                                 | Флавій Асклепіодот (С) Flavius Asclepiodotus                                                                       |
| Схід      | Флавій Асклепіодот (С) Flavius Asclepiodotus                                                                       | Флавій Авіт Мариніан (З) Flavius Avitus Marinianus                                                                 |
| 424Захід  | Флавій Кастін (З) Flavius Castinus                                                                                 | |
| Схід      | Флавій Віктор (С) Flavius Victor                                                                                   | |
| 425 Захід | Цезар Іоанн Август (З) Imp. Caesar Iohannes Augustus                                                               | |
|           | Цезар Феодосій Август (водинадцяте) (В) Imp. Caesar Flavius Theodosius Augustus                                    | Плацидій Валентиніан Цезар Placidus Valentinianus Caesar                                                           |
| 426       | Цезар Феодосій Август (вдванадцяте) (В) Imp. Caesar Flavius Theodosius Augustus                                    | Цезар Плацидій Валентиніан Август (вдруге) (З) Imp. Caesar Placidus Valentinianus Augustus                         |
| 427       | Флавій Гіерій Flavius Hierius                                                                                      | Флавій Ардавур Flavius Ardaburius                                                                                  |
| 428       | Флавій Фелікс Flavius Felix                                                                                        | Флавій Тавр Flavius Taurus                                                                                         |
| 429       | Флавій Флоренцій Flavius Florentius                                                                                | Флавій Діонісій Flavius Dionysius                                                                                  |
| 430       | Цезар Феодосій Август (в 13-й раз) (В) Imp. Caesar Flavius Theodosius Augustus                                     | Цезар Плацидій Валентиніан Август (в 3-й раз) (З) Imp. Caesar Placidus Valentinianus Augustus                      |
| 431       | Флавій Аніцій Авхеній Басс Flavius Anicius Auchenius Bassus                                                        | Флавій Антіох Flavius Antiochus                                                                                    |
| 432       | Флавій Аецій Flavius Aetius                                                                                        | Флавій Валерій Flavius Valerius                                                                                    |
| 433       | Цезар Феодосій Август (в 14-й раз) (В) Imp. Caesar Flavius Theodosius Augustus                                     | Флавій Петроній Максим Flavius Petronius Maximus                                                                   |
| 434       | Флавій Ардабур Аспар Flavius Ardaburius Asparus                                                                    | Флавій Ареобінд Flavius Areobindus                                                                                 |
| 435       | Цезар Феодосій Август (в 15-й раз) (В) Imp. Caesar Flavius Theodosius Augustus                                     | Цезар Плацидій Валентиніан Август (вчетверте) (З) Imp. Caesar Placidus Valentinianus Augustus                      |
| 436       | Флавій Анфемій Ісідор Flavius Anthemius Isidorus                                                                   | Флавій Сенатор Flavius Senator                                                                                     |
| 437       | Флавій Аецій (вдруге) Flavius Aetius                                                                               | Флавій Сігісвульт Flavius Sigisvultus                                                                              |
| 438       | Цезар Феодосій Август (в 16-й раз) (В) Imp. Caesar Flavius Theodosius Augustus                                     | Аніцій Ацилій Глабріон Фавст Anicius Acilius Glabrio Faustus                                                       |
| 439       | Цезар Феодосій Август (в 17-й раз) (В) Imp. Caesar Flavius Theodosius Augustus                                     | Флавій Фест Flavius Festus                                                                                         |
| 440       | Цезар Плацидій Валентиніан Август (в 5-й раз) (З) Imp. Caesar Placidus Valentinianus Augustus                      | Флавій Анатолій Flavius Anatolius                                                                                  |
| 441       | Флавій Тавр Селевк Кір (без колеги) Flavius Taurus Seleucus Cyrus                                                  | |
| 442       | Флавій Діоскор Flavius Dioscorus                                                                                   | Флавій Евдоксій Flavius Eudoxius                                                                                   |
| 443       | Флавій Петроній Максим (вдруге) Flavius Petronius Maximus                                                          | Флавій Патерій Flavius Paterius                                                                                    |
| 444       | Цезар Феодосій Август (в 18-й раз) (В) Imp. Caesar Flavius Theodosius Augustus                                     | Флавій Цецина Децій Агінатій Альбін Flavius Caecina Decius Aginatius Albinus                                       |
| 445       | Цезар Плацидій Валентиніан Август (вшосте) (З) Imp. Caesar Placidus Valentinianus Augustus                         | Флавій Ном Flavius Nomus                                                                                           |
| 446       | Флавій Аецій (втретє) Flavius Aetius                                                                               | Квінт Аврелій Сіммах Quintus Aurelius Symmachus                                                                    |
| 447       | Флавій Калепій Flavius Calepius                                                                                    | Флавій Ардабурій Юніор Flavius Ardaburius Iunior                                                                   |
| 448       | Флавій Руфій Претекстат Постуміан Flavius Rufius Praetextatus Postumianus                                          | Флавій Зенон Flavius Zeno                                                                                          |
| 449       | Флавій Астирій Flavius Astyrius                                                                                    | Флавій Флоренцій Роман Протоген Flavius Flor(entius?) Romanus Protogenes                                           |
| 450       | Цезар Плацидій Валентиніан Август (всьоме) (З) Imp. Caesar Placidus Valentinianus Augustus                         | Геннадій Авіен Gennadius Avienus                                                                                   |
| 451       | Цезар Маркіан Август Imp. Caesar Marcianus Augustus                                                                | Валерій Фальтоній Адельфій Valerius Faltonius Adelfius                                                             |
| 452       | Флавій Басс Геркулан Flavius Bassus Herculanus                                                                     | Флавій Спорацій Flavius Sporacius                                                                                  |
| 453       | Флавій Руфій Опіліон Flavius (Rufius?) Opilio                                                                      | Флавій Іоанн Вінкомал Flavius Iohannes Vincomalus                                                                  |
| 454       | Флавій Аецій Flavius Aetius                                                                                        | Флавій Студій Flavius Studius                                                                                      |
| 455       | Цезар Плацидій Валентиніан Август (увосьме) (З) Imp. Caesar Placidus Valentinianus Augustus                        | Флавій Прокопій Анфемій Flavius Procopius Anthemius                                                                |
| 456       | Цезар Епархій Авіт Август Imp. Caesar Eparchius Avitus Augustus                                                    | |
|           | Флавій Іоанн Flavius Iohannes                                                                                      | Флавій Варан Flavius Varanes                                                                                       |
| 457       | Флавій Костянтин Flavius Constantinus                                                                              | Флавій Руф Flavius Rufus                                                                                           |
| 458       | Цезар Юлій Майоріан Август Imp. Caesar Iulius Maiorianus Augustus                                                  | Цезар Лев Август Imp. Caesar Leo Augustus                                                                          |
| 459       | Флавій Ріцімер Flavius Ricimerus                                                                                   | Флавій Юлій Патрицій Flavius Iulius Patricius                                                                      |
| 460       | Флавій Магн Flavius Magnus                                                                                         | Флавій Аполлоній Flavius Apollonius                                                                                |
| 461       | Флавій Северін Flavius Severinus                                                                                   | Флавій Дагалайф Flavius Dagalaifus                                                                                 |
| 462       | Цезар Лібій Север Август Imp. Caesar Libius Severus Augustus                                                       | Цезар Лев Август (вдруге) Imp. Caesar Leo Augustus                                                                 |
| 463       | Флавій Цецина Децій Василь Flavius Caecina Decius Basilius                                                         | Флавій Вівіан Flavius Vivianus                                                                                     |
| 464       | Флавій Рустіцій Flavius Rusticius                                                                                  | Флавій Аніцій Олібрій Flavius Anicius Olybrius                                                                     |
| 465       | Флавій Герменерік Flavius Hermenericus                                                                             | Флавій Василіск Flavius Basiliscus                                                                                 |
| 466       | Цезар Лев Август (втретє) Imp. Caesar Leo Augustus                                                                 | Татіан Галліен Tatianus (Gallien)                                                                                  |
| 467       | Флавій Пузей Flavius Pusaeus                                                                                       | Флавій Іоанн Flavius Iohannes                                                                                      |
| 468       | Цезар Прокопій Анфемій Август (вдруге, без колеги) Imp. Caesar Procopius Anthemius Augustus                        | |
| 469       | Флавій Маркіан Flavius Marcianus                                                                                   | Флавій Зенон Flavius Zeno                                                                                          |
| 470       | Флавій Мессій Феб Север Flavius Messius Phoebus Severus                                                            | Флавій Іордан Flavius Iordanes                                                                                     |
| 471       | Цезар Лев Август (вчетверте) Imp. Caesar Leo Augustus                                                              | Целій Аконій Пробіан Caelius Aconius Probianus                                                                     |
| 472       | Флавій Руфій Постумій Фест Flavius Rufius Postumius Festus                                                         | Флавій Маркіан Flavius Marcianus                                                                                   |
| 473       | Цезар Лев Август (в 5-й раз, без колеги) Imp. Caesar Leo Augustus                                                  | |
| 474       | Цезар Лев Юніор Август (без колеги) Imp. Caesar Leo Iunior Augustus                                                | |
| 475       | Цезар Зенон Август (вдруге) Imp. Caesar Zeno Augustus                                                              | Лев Юніор Август Post consulatum Leonis Iunioris Augusti                                                           |
| 476       | Цезар Василіск Август (вдруге) Imp. Caesar Basiliscus Augustus                                                     | Армат Flavius Armatus                                                                                              |
| 477       | Подовження консулату Василіска (вдруге) та Армата Post consulatum Basilisci Augusti II et Armati                   | Подовження консулату Василіска (вдруге) та Армата Post consulatum Basilisci Augusti II et Armati                   |
| 478       | Ілл (без колеги) Illus                                                                                             | |
| 479       | Цезар Зенон Август (втретє, без колеги) Imp. Caesar Zeno Augustus                                                  | |
| 480       | Флавій Цецина Децій Максим Василь Юніор (без колеги) Flavius Caecina Decius Maximus Basilius Iunior                | |
| 481       | Руфій Ахілій Мецій Плацид (без колеги) Rufius Achilius Maecius Placidus                                            | |
| 482       | Северін Юніор Severinus Iunior                                                                                     | Флавій Аппалій Іл Трокунд Flavius Appalius Illus Trocundes                                                         |
| 483       | Аніцій Ацилій Агінанцій Фавст Юніор Anicius Acilius Aginantius Faustus Iunior                                      | Подовження консулату Трокунда Post consulatum Trocundis                                                            |
| 484       | Децій Марій Венанцій Василь Decius Marius Venantius Basilius                                                       | Флавій Теодоріх Flavius Theodericus                                                                                |
| 485       | Квінт Аврелій Меммій Сіммах Юніор Quintus Aurelius Memmius Symmachus Iunior                                        | Подовження консулату Теодоріха Post consulatum Theoderici                                                          |
| 486       | Цецина Маворцій Василь Децій Caecina Mavortius Basilius Decius Iunior                                              | Флавій Лонгін Flavius Longinus                                                                                     |
| 487       | Манлій Боецій Manlius Boethius                                                                                     | Подовження консулату Лонгіна Post consulatum Longini                                                               |
| 488       | Клавдій Юлій Еклезій Дінамій Claudius Iulius Ecclesius Dynamius                                                    | Руфій Ахілій Сівідій Rufius Achilius Sividius                                                                      |
| 489       | Петроній Пробін Petronius Probinus                                                                                 | Флавій Евсебій Flavius Eusebius                                                                                    |
| 490       | Флавій Аніцій Проб Фавст Юніор Flavius Anicius Probus Faustus Iunior                                               | Флавій Лонгін (вдруге) Flavius Longinus                                                                            |
| 491       | Флавій Олібрій Юніор (без колеги) Flavius Olybrius Iunior                                                          | |
| 492       | Цезар Анастасій Август Imp. Caesar Anastasius Augustus                                                             | Флавій Руф Flavius Rufus                                                                                           |
| 493       | Флавій Фавст Альбін Юніор Flavius (Faustus?) Albinus Iunior                                                        | Флавій Евсебій (вдруге) Flavius Eusebius                                                                           |
| 494       | Флавій Турцій Руфій Апроніан Астерій Flavius Turcius Rufius Apronianus Asterius                                    | Флавій Президій Flavius Praesidius                                                                                 |
| 495       | Флавій Віатор (без колеги) Flavius Viator                                                                          | |
| 496       | Флавій Павло Flavius Paulus                                                                                        | Подовження консулату Віатора Post consulatum Viatoris                                                              |
| 497       | Цезар Анастасій Август (вдруге) Imp. Caesar Anastasius Augustus                                                    | Подовження консулату Віатора II post consulatum Viatoris                                                           |
| 498       | Флавій Павлін Flavius Paulinus                                                                                     | Іоанн Скіфа Iohannes Scytha                                                                                        |
| 499       | Флавій Іоанн Flavius Iohannes qui et Gibbus                                                                        | Подовження консулату Павліна Post consulatum Paulini                                                               |
| 500       | Флавій Патрицій Flavius Patricius                                                                                  | Флавій Іпатій Flavius Hypatius                                                                                     |

## VI століття
| Рік     | Перший консул | Другий консул |
| ------- | --- | --- |
| 501     | Флавій Авіен Юніор Flavius Avienus Iunior | Флавій Помпей Flavius Pompeius                                                                                        |
| 502     | Руфій Фавст Авіен Юніор Rufius Magnus Faustus Avienus Iunior                                                                                          | Флавій Проб Flavius Probus                                                                                            |
| 503     | Флавій Волузіан Flavius Volusianus | Флавій Дексикрат Flavius Dexicrates                                                                                   |
| 504     | Флавій Руфій Петроній Нікомах Цетег (без колеги) Flavius Rufius Petronius Nicomachus Cethegus                                                         | |
| 505     | Флавій Феодор Flavius Theodorus | Флавій Сабініан Flavius Sabinianus                                                                                    |
| 506     | Флавій Еннодій Мессала Flavius Ennodius Messala | Флавій Ареобинд Дагалайф Flavius Areobindus Dagalaifus Areobindus                                                     |
| 507     | Цезар Анастасій Август (втретє) Imp. Caesar Anastasius Augustus                                                                                       | Венантій Юніор Venantius Iunior                                                                                       |
| 508     | Базилий Венантій Юніор Basilius Venantius Iunior | Флавій Целер Flavius Celer                                                                                            |
| 509     | Флавій Інпортун Юніор (без колеги) Flavius Inportunus Iunior                                                                                          | |
| 510     | Аніцій Манлій Северін Боецій Юніор (без колеги) Anicius Manlius Severinus Boethius Iunior                                                             | |
| 511     | Флавій Аркадій Плацид Магн Фелікс Flavius Arcadius Placidus Magnus Felix                                                                              | Флавій Секундін Flavius Secundinus                                                                                    |
| 512     | Флавій Павло Flavius Paulus | Флавій Мосхіан Flavius Moschianus                                                                                     |
| 513     | Флавій Проб Flavius Probus | Флавій Тавр Клементін Армоній Клементін Flavius Taurus Clementinus Armonius Clementinus                               |
| 514     | Флавій Магн Аврелій Кассіодор Сенатор (без колеги) Flavius Magnus Aurelius Cassiodorus Senator                                                        | |
| 515     | Флавій Флоренцій Flavius Florentius | Флавій Прокопій Анфемій Flavius Procopius Anthemius                                                                   |
| 516     | Флавій Петро (без колеги) Flavius Petrus | |
| 517     | Флавій Агапіт Flavius Agapitus | Флавій Анастасій Павел Проб Сабіниан Помпей Анастасій Flavius Anastasius Paulus Probus Sabinianus Pompeius Anastasius |
| 518     | Флавій Анастасій Павел Проб Мосхіан Проб Магн Flavius Anastasius Paulus Probus Moschianus Probus Magnus                                               | Подовження консулату Агапіта Post consulatum Agapiti                                                                  |
| 519     | Цезар Юстін Август Imp. Caesar Iustinus Augustus | Флавій Евтарік Циліка Flavius Eutharicus Cillica                                                                      |
| 520     | Флавій Рустіцій Flavius Rusticius | Флавій Віталіан Flavius Vitalianus                                                                                    |
| 521     | Флавій Петро Саббатій Юстиніан Flavius Petrus Sabbatius Iustinianus                                                                                   | Флавій Валерій Flavius Valerius                                                                                       |
| 522     | Флавій Сіммах Flavius Symmachus | Флавій Боецій Flavius Boethius                                                                                        |
| 523     | Флавій Аніцій Максим (без колеги) Flavius Anicius Maximus                                                                                             | |
| 524     | Цезар Юстін Август (вдруге) Imp. Caesar Iustinus Augustus                                                                                             | Флавій Венантій Опіліон Flavius Venantius Opilio                                                                      |
| 525     | Флавій Проб Юніор Flavius Probus Iunior | Флавій Феодор Філоксен Сотеріх Філоксен Flavius Theodorus Philoxenus Soterichus Philoxenus                            |
| 526     | Флавій Аніцій Олібрій Юніор (без колеги) Flavius Anicius Olybrius Iunior                                                                              | |
| 527     | Веттій Агорій Василь Маворцій (без колеги) Vettius Agorius Basilius Mavortius                                                                         | |
| 528     | Цезар Юстиніан Август (вдруге) Imp. Caesar Iustinianus Augustus                                                                                       | Подовження консулату Веттія Маворція Post consulatum Mavortii                                                         |
| 529     | Флавій Децій Юніор Flavius Decius Iunior | Подовження консулату Веттія Маворція II post consulatum Mavortii                                                      |
| 530     | Флавій Лампадій Flavius Lampadius | Флавій Руфій Геннадій Проб Орест Flavius Rufius Gennadius Probus Orestes                                              |
| 531     | Флавій Лампадій Flavius Lampadius | Флавій Руфій Геннадій Проб Орест Flavius Rufius Gennadius Probus Orestes                                              |
| 532     | Флавій Лампадій Flavius Lampadius | Флавій Руфій Геннадій Проб Орест Flavius Rufius Gennadius Probus Orestes                                              |
| 533     | Цезар Юстиніан Август (втретє) Imp. Caesar Iustinianus Augustus                                                                                       | Флавій Руфій Геннадій Проб Орест Flavius Rufius Gennadius Probus Orestes                                              |
| 534     | Цезар Юстиніан Август (вчетверте) Imp. Caesar Iustinianus Augustus                                                                                    | Флавій Децій Павлін Юніор Flavius Decius Paulinus Iunior                                                              |
| 535     | Флавій Велісарій Flavius Belisarius | Подовження консулату Флавія Павліна Post consulatum Paulini                                                           |
| 536     | Флавій Велісарій Flavius Belisarius | Подовження консулату Флавія Павліна Post consulatum Paulini                                                           |
| 537     | Флавій Велісарій Flavius Belisarius | Подовження консулату Флавія Павліна Post consulatum Paulini                                                           |
| 538     | Флавій Іоанн Оріентал Flavius Iohannes Orientalis | Подолження консулату Павліна IV post consulatum Paulini                                                               |
| 539     | Флавій Стратегій Апіон Flavius Strategius Apio Strategius Apio                                                                                        | Подовження консулату Іоанна Оріеталя Post consulatum Iohannis                                                         |
|         | | Подовження консулату Павліна V post consulatum Paulini                                                                |
| 540     | Флавій Маріан Петро Феодор Валентин Рустіцій Вораід Герман Юстін Flavius Mar(ianus?) Petrus Theodorus Valentinus Rusticius Boraides Germanus Iustinus | Подовження консулату Іоанна Оріеталя II post consulatum Iohannis                                                      |
|         | | Подовження консулату Павліна VI post consulatum Paulini                                                               |
| 541     | Флавій Аніцій Фауст Альбін Василь Юніор Flavius Anicius Faustus Albinus Basilius Iunior                                                               | Подовження консулату Флавій Маріан Петро Феодор Валентин Рустіцій Вораід Герман Юстіна Post consulatum Iustini        |
|         | | Подовження консулату Павлина VII post consulatum Paulini                                                              |
| 542—565 | Подовження консулату Аніція Василя Post consulatum Basilii                                                                                            | |
| 566     | Цезар Юстін Август Imp. Caesar Iustinus Augustus | |
| 567     | Подовження консулату Юстіна Августа Post consulatum Iustini Augusti                                                                                   | |
| 568     | Цезар Юстін Август (вдруге) Imp. Caesar Iustinus Augustus                                                                                             | |
| 569—578 | Подовження консулату Юстіна Августа II post consulatum Iustini Augusti                                                                                | |
| 579     | Цезар Тіберій Костянтин Август Imp. Caesar Tiberius Constantinus Augustus                                                                             | |
| 580—582 | Подовження консулату Тіберія Костянтина Августа Post consulatum Tiberii Constantini Augusti                                                           | |
| 583     | Цезар Маврикій Тіберій Август Imp. Caesar Mauricius Tiberius Augustus                                                                                 | |
| 584—602 | Подовження консулату Маврикія Тіберія Августа Post consulatum Mauricii Tiberii Augusti                                                                | |

## VII століття
| Рік     | Перший консул                                                               | Другий консул |
| ------- | --------------------------------------------------------------------------- | ------------- |
| 603     | Цезар Флавій Фока Август Imp. Caesar Flavius Focas Augustus                 |               |
| 604—610 | Подовження консулату Фоки Августа Post consulatum Focae Augusti             |               |
| 611     | Цезар Флавій Іраклій Август Imp. Caesar Flavius Heraclius Augustus          |               |
| 612—638 | Подовження консулату Іраклія Августа Post consulatum Heraclii Augusti       |               |
| 639     | Цезар Флавій Іраклій Август (вдруге) Imp. Caesar Flavius Heraclius Augustus |               |
| 640—641 | Подовження консулату Іраклія Августа II post consulatum Heraclii Augusti    |               |
| 642     | Цезар Флавій Констант Август Imp. Caesar Flavius Constantinus Augustus      |               |
| 643—668 | Подовження консулату Константа Августа Post consulatum Constantini Augusti  |               |
| 686     | Цезар Флавій Юстиніан Август Imp. Caesar Flavius Justinianus Augustus       |               |
| 687—695 | Подовження консулату Юстиніана Августа Post consulatum Justiniani Augusti   |               |